# Grumman F4F Wildcat
Grumman F4F Wildcat – amerykański jednosilnikowy samolot myśliwski, jednomiejscowy średniopłat o konstrukcji metalowej z czasów II wojny światowej. Podstawowy pokładowy samolot myśliwski amerykańskiej marynarki i piechoty morskiej przez pierwsze dwa lata wojny na Pacyfiku. W tym czasie również
jeden z najważniejszych samolotów pokładowych brytyjskiej Royal Navy. Samoloty wyeksportowane do Wielkiej Brytanii, nosiły tam początkowo nazwę Martlet, od 1944 roku zaś Wildcat.
Opracowany i produkowany w zakładach Grumman Aircraft w Bethpage na Long Island koło Nowego Jorku. Licencyjną produkcję samolotów oznaczonych jako FM Wildcat, prowadzono także w należącym do General Motors przedsiębiorstwie Eastern Aircraft w Linden w stanie New Jersey.
F4F Wildcat był pierwszym myśliwskim jednopłatem amerykańskiej marynarki, zastępując na pokładach lotniskowców dwupłatowe myśliwce Grumman F3F. Wprowadzany do służby w eskadrach pokładowych od 26 listopada 1940 roku, uczestniczył we wszystkich walkach na Pacyfiku, od japońskiego ataku na Pearl Harbor do zakończenia kampanii na Wyspach Salomona na początku 1943 roku. Na wyposażeniu eskadr marynarki i piechoty morskiej znajdował się początkowo model F4F-3, od listopada 1941 roku zaś na pokłady lotniskowców wprowadzany był stopniowo model F4F-4 ze składanymi skrzydłami i wzmocnionym uzbrojeniem.
Największy wkład w wysiłek wojenny aliantów Wildcat wniósł w 1942 roku, gdy odegrał jedną z pierwszoplanowych ról w kluczowych bitwach powietrzno-morskich tego roku, na Morzu Koralowym, pod Midway, u Wschodnich Wysp Salomona oraz w bitwie pod Santa Cruz. Operując zaś z Guadalcanalu, Wildcaty krytycznie przyczyniły się do utrzymania przez amerykańską piechotę morską i armię, strategicznie ważnego lotniska Henderson Field na tej wyspie. Swojemu największemu przeciwnikowi, japońskiemu Mitsubishi A6M „Zero”, ustępował zasięgiem, manewrowością i prędkością wznoszenia, dzięki jednak swojej wytrzymałości, opancerzeniu kabiny pilota i samouszczelniającym się zbiornikom paliwa, przewyższał go odpornością na uszkodzenia bojowe.
Na Atlantyku Wildcaty brały udział w eskorcie konwojów, w ramach zaś operacji Torch, udzielały wsparcia podczas amerykańsko-brytyjskiego lądowania w Afryce Północnej. W 1943 roku, na pokładach amerykańskich lotniskowców uderzeniowych został zastąpiony przez Vought F4U Corsair oraz najnowszy samolot Grummana, F6F Hellcat. Wildcaty pełniły jednak dalszą służbę na lotniskowcach eskortowych, zwalczając niemieckie U-Booty. W eskadrach myśliwskich na pokładach tej klasy okrętów, do końca wojny prowadziły także operacje wsparcia podczas amerykańskich lądowań na wyspach Pacyfiku.

## Geneza
W 1935 roku Wielka Brytania dysponowała sześcioma operacyjnymi lotniskowcami, Japonia czterema z piątym – „Sōryū” – w budowie, Stany Zjednoczone zaś czterema. W każdej z tych flot standardowymi samolotami myśliwskimi były w tym czasie jednosilnikowe dwupłatowce. We flocie amerykańskiej na pokładach lotniskowców służyły wówczas dwupłatowe Boeing F4B-4 i Grumman F2F-1. W drugim z nich Grumman po raz pierwszy zastosował chowane podwozie. Testy w locie odbywała już jednak kolejna maszyna Grummana, XF3F, o osiągach podobnych do F2F-1, lecz o ulepszonej stabilności. W tym samym roku jednak, w Japonii testy w locie przechodził już Mitsubishi A5M, pokładowy myśliwski jednopłat ze stałym podwoziem, który wszedł do służby w 1937 roku i stał się pierwszym na świecie jednopłatowym myśliwcem pokładowym.

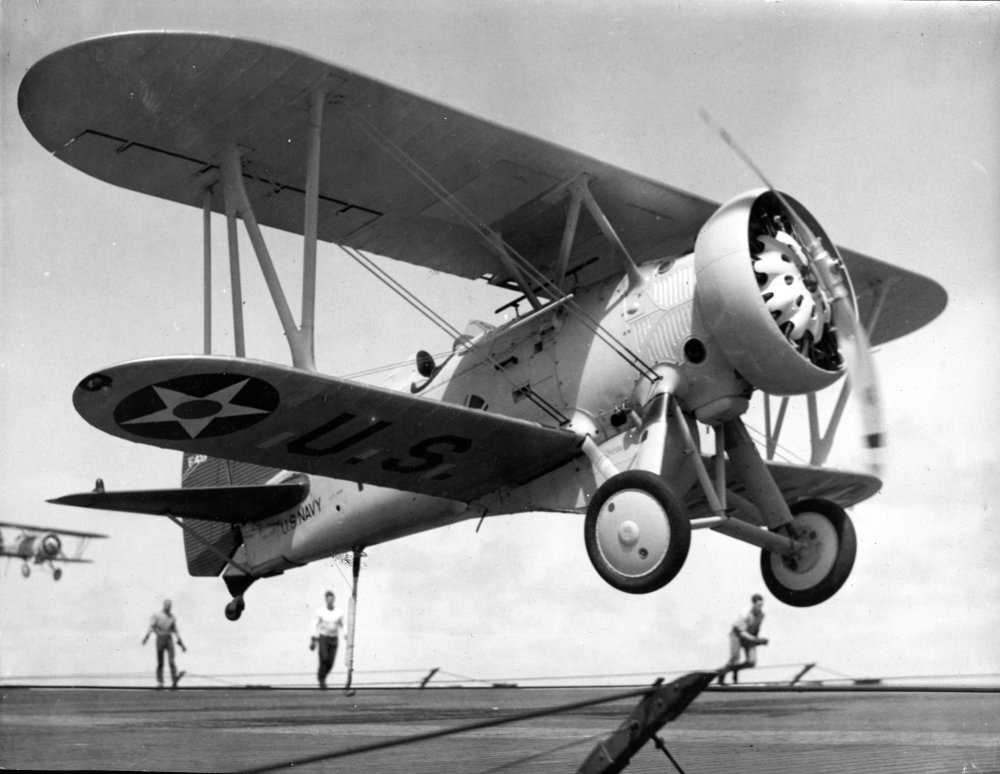
W połowie lat 30., trzon amerykańskich pokładowych samolotów myśliwskich tworzyły Boeing F4B-4 (powyżej) i Grumman F2F-1

Moc dostępnych wówczas silników coraz bliższa była poziomu 1000 koni mechanicznych, zaś marynarka amerykańska od lat dwudziestych już inwestowała w konstrukcję chłodzonych powietrzem silników gwiazdowych, co doprowadziło do opracowania niezawodnych i sprawnych jednostek napędowych. Spowodowało to, że US Navy wybrała dwurzędowe silniki gwiazdowe z doładowaniem, a wkrótce także z turbodoładowaniem, jako obowiązujący standard napędu dla swojego lotnictwa pokładowego. Dwurzędowy silnik gwiazdowy umożliwiał uzyskanie większej mocy przy mniejszym przekroju poprzecznym silnika, ograniczając jednocześnie jego długość w stosunku do silnika rzędowego, turbodoładowanie umożliwiało natomiast utrzymanie mocy na dużych wysokościach. Wzrost mocy dostępnych silników oraz rozwój technologiczny w zakresie konstrukcji śmigieł o zmiennym skoku, umożliwił uzyskanie wysokiej sprawności napędowej podczas startu, wznoszenia, rejsu i lotu z prędkością maksymalną. Dostępność silników o większej mocy spowodowała konieczność optymalizacji aerodynamicznej całych samolotów, w tym wprowadzenia zamkniętego kokpitu, chowanego podwozia i nieusztywnionej, jednopłatowej konfiguracji skrzydeł. Ogólnym modelem aerodynamicznym i sprawności strukturalnej, stał się opracowywany wówczas dla lotnictwa cywilnego Douglas DC-3.
Zdając sobie sprawę z postępującego rozwoju technologicznego, w 1934 roku amerykańska marynarka udzieliła kontraktu dla producentów eksperymentalnych konstrukcji Douglas XTBD-1, Chance Vought XSB2U-1, Northrop XBT-1 i Brewster XSBA-1 Każda z tych konstrukcji była maszyną jednopłatową z chowanym podwoziem. W 1937 roku konstrukcja TBD która otrzymała nazwę Douglas TBD-1 Devastator, weszła do służby w US Navy stając się pierwszym pokładowym jednopłatowcem marynarki. XBT-1 natomiast, rozwinął się w bombowiec nurkujący Douglas SBD Dauntless, który odegrał kluczową rolę podczas pierwszych lat wojny na Pacyfiku. W 1933 roku, marynarka rozpoczęła również program rozwoju jednopłatowego myśliwca pokładowego, pracując nad konstrukcją Boeing XF7B-1, która jednak, mimo chowanego podwozia, nie spełniła oczekiwań, jej osiągi były bowiem niewiele jedynie lepsze lub nawet gorsze w niektórych aspektach od konstrukcji dwupłatowych. Podobnie nie przyniosły powodzenia prace nad Northrop XFT-1 i XFT-2.

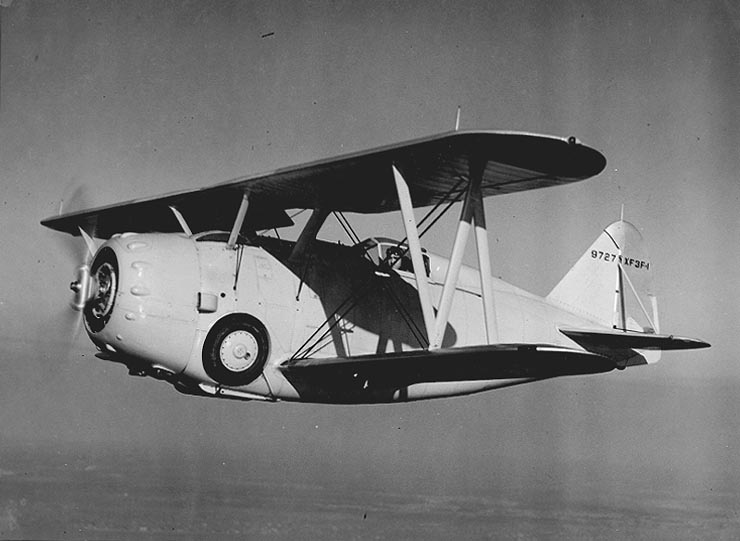
Drugi prototyp Grumman XF3F-1

Założona w 1929 roku w Baldwin w stanie Nowy Jork spółka Grumman Aircraft Engineering Corporation, w 1931 roku uzyskała kontrakt na XFF-1. XFF-1 był dwumiejscowym dwupłatowym samolotem myśliwskim, z unikalnym rozwiązaniem, w którym podwozie chowało się do wnętrza kadłuba, co stało się charakterystyczną cechą samolotów Grummana przez następne 10 lat.
Rok później spółka uzyskała kontrakt produkcyjny marynarki na 27 samolotów FF-1, oraz na eksperymentalny Grumman XF2F-1 – jednomiejscowy samolot myśliwski. W 1934 roku Grumman otrzymał kontrakt produkcyjny na ten samolot, a gdy w 1935 roku dostarczał marynarce zamówione maszyny, prowadził już testy w locie nowego XF3F-1. Już jednak podczas testów tej ostatniej konstrukcji, w zakładach Grummana prowadzono prace wstępne nad jej następcą, które zostały sformalizowane w listopadzie 1935 roku, gdy marynarka (Bureau of Aeronautics – BuAer) ogłosiła konkurs na projekt nowego myśliwca pokładowego.
W odpowiedzi na zapotrzebowanie marynarki, Grumman zgłosił projekt oznaczony numerem 16, który ponownie był projektem dwupłatowego samolotu myśliwskiego ze skrzydłami o równej rozpiętości 27 stóp (8,22 metra), podczas gdy F3F-1 miał skrzydła o rozpiętości 32 stóp (9,75 metra). W projekcie uwzględniono dwa alternatywne silniki; Wright XR-1670-02 o mocy 800 KM na wysokości 10 000 stóp (3000 metrów) oraz Pratt & Whitney XR-1535-92, także o mocy 800 KM, lecz na wysokości 8000 stóp (2430 metrów). Szacowana prędkość maksymalna nowego samolotu z silnikiem Wrighta wynosić miała 264 mph (424 km/h), wobec 231 mph (371 km/h) w przypadku F3F-1.

### Zmiana konfiguracji skrzydeł
Oryginalny F4F miał więc ponownie być dwupłatowcem. Na początku marca 1936 roku Grumman podpisał kontrakt na budowę prototypu, lecz projekt nigdy nie wyszedł poza etap schematów. Podczas bowiem gdy wiosną 1936 roku trwały prace nad szczegółowym projektem XF4F-1, doszło do dwóch istotnych wydarzeń. Prowadzone w tym czasie studia dowiodły, że po wyposażeniu samolotu typu F3F-1 w mocniejszy silnik Wright R-1820 Cyclone, osiągi tej konstrukcji niemal dorównują osiągom XF4F-1. Toteż w lipcu 1936 roku marynarka zdecydowała, że jedna z maszyn serii produkcyjnej F3F-1 zostanie wyposażona w silnik Cyclone, i tak zmodyfikowana konstrukcja otrzymała oznaczenie XF3F-2, która stała się podstawą produkcji F3F-2 dostarczonych marynarce w latach 1937–1938. Drugim wydarzeniem było przyznanie w czerwcu 1936 roku kontraktu przedsiębiorstwu Brewster Aeronautical Corporation, dla jego konstrukcji jednopłatowego myśliwca oznaczonego jako XF2A-1. Okoliczności te spowodowały, że aby pozostać konkurencyjnym Grumman porzucił zamiar opracowania – znajdującego się wciąż w fazie kreślarskiej – tradycyjnego dwupłatowca, na rzecz koncepcji maszyny jednopłatowej. Według legendy, inżynierowie Grummana przyłożyli liniał wzdłuż osi podłużnej profilu XF4F-1, i narysowali linię oznaczającą miejsce podstawy pojedynczego skrzydła w środkowej części profilu, dostosowując w ten sposób profil XF4F-1 do koncepcji średniopłata. 28 lipca 1936 roku Grumman otrzymał kontrakt na opracowanie XF4F-2 – pierwszego jednopłatowego F4F, i przez następne dwa lata, projekty Grummana i Brewstera, były przedmiotem intensywnej rywalizacji i oceny.

### Grumman XF4F-2
Twórca przedsiębiorstwa, Leroy Grumman, zaproponował koncepcję średniopłata napędzanego silnikiem Pratt & Whitney R-1830-C. Zagwarantował przy tym marynarce prędkość maksymalną 250 węzłów (466 km/h) oraz pułap maksymalny 27 000 stóp (8229 metrów). Nowy samolot zaprojektowany został ostatecznie wokół rozwijanego przez Pratt & Whitney od 1930 roku silnika R-1830 Twin Wasp serii „C” z 14 cylindrami w układzie dwóch umieszczonych jedna za drugą gwiazd, oznaczonego przez Pratt & Whitney jako SC-G Twin Wasp, przez siły zbrojne zaś jako R-1830-66. Silnik ten zapewniał 1050 KM mocy przy starcie, zaś jego jednostopniowa sprężarka umożliwiała mu osiągnięcie mocy 900 KM przy normalnej pracy na wysokości 12 000 stóp (3657 metrów).

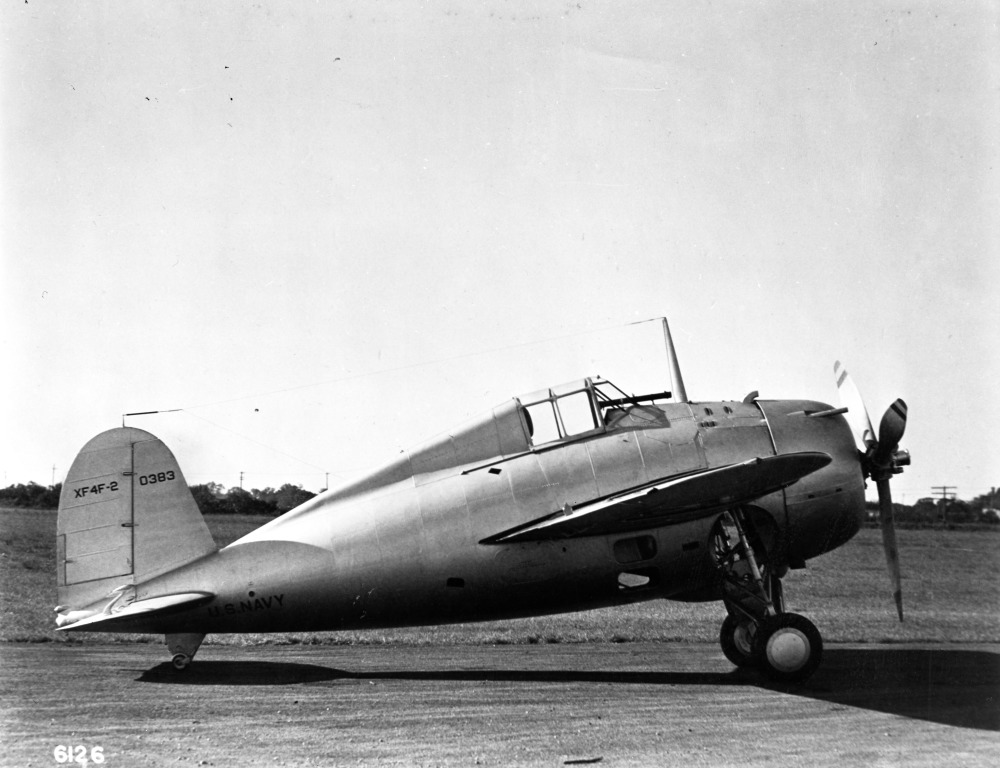
Testowany prototyp Grumman XF4F-2 oznaczony Bureau of Aeronautics 0383

XF4F-2 był pozbawionym wsporników średniopłatem o całkowicie metalowych skrzydłach, w których konstrukcji zastosowano charakteryzujący się dobrym stosunkiem siły nośnej do oporu, nowo opracowany profil NACA 230. Chowane w kadłubie podwozie podobne było do zastosowanego w F2F i F3F, zaś skrzydła o rozpiętości 34 stóp (10,36 metra) miały całkowitą powierzchnię 232 stóp kwadratowych (21,55 m²). Pierwszy prototyp ukończono w Bethpage w sierpniu 1937 roku i po przeprowadzeniu testów naziemnych samolot gotowy był do pierwszego lotu, który 2 września 1937 roku przeprowadził fabryczny pilot-oblatywacz Robert „Bob” Hall. Egzemplarz ten uzyskał oznaczenie Bureau of Aeronautics 0383.

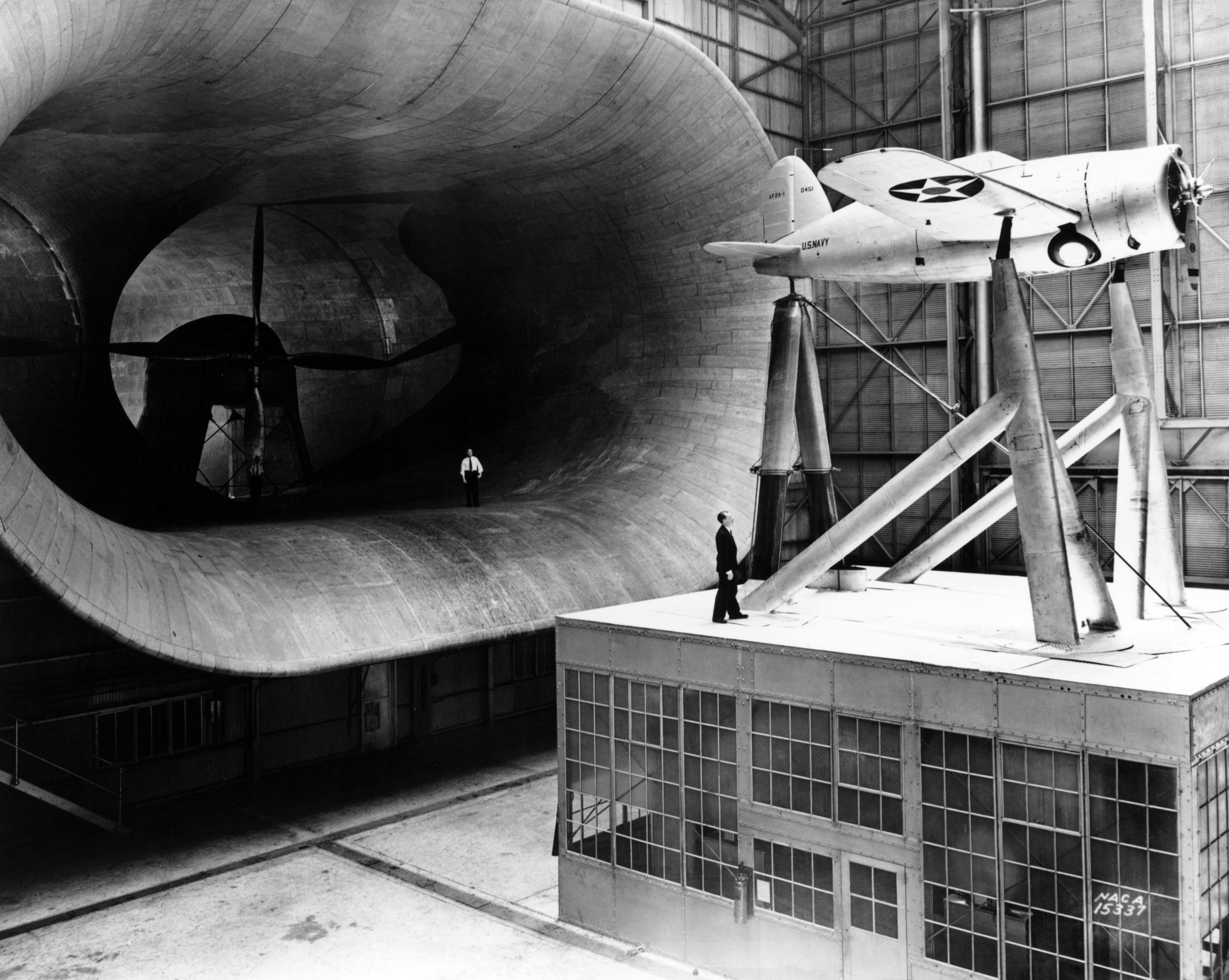
Zwycięzca konkursu marynarki Brewster XF2A-1 podczas testów w tunelu aerodynamicznym w Langley w Wirginii

Jeszcze przed końcem roku samolot przeleciał do centrum testowego marynarki w bazie Anacostia w stanie Maryland, gdzie rozpoczął trzymiesięczne testy. Testy odbywały się także w centrum certyfikacyjnym marynarki w Dahlgren w stanie Wirginia. Ujawniły one konieczność dokonania m.in. modyfikacji silnika, które stały się następnie standardem w nowych jednostkach napędowych, podczas testów zaś w locie nurkowym oraz przy wykonywaniu korkociągu, sam samolot po raz pierwszy wykazał się bardzo dużą wytrzymałością. Prototyp wielokrotnie z przeciążeniem 8,5 G wychodził bez uszkodzeń z nurkowania, wyjście z korkociągu zaś i odzyskanie kontroli nad samolotem zajmowało mu 1,5 obrotu. Oznaczony numerem BuNo 0383 kilkakrotnie przelatywał podczas testów z powrotem do Bethpage na Long Island. Podczas jednego z tych przelotów, na wysokości 3000 metrów doszło do pożaru umieszczonego w podwoziu samolotu balastu, pilotowi udało się jednak bezpiecznie wylądować awaryjnie bez większych uszkodzeń maszyny.
1 marca 1938 roku rozpoczęły się testy maszyny w konkurencji z Brewster XF2A-1 oraz Seversky NF-1 – morską wersją samolotu Seversky P-35. W trakcie testów nieoficjalnie przyznano XF4F-2 osiągnięcie prędkości maksymalnej 290 mph (466 km/h), NF-1 278 mph (447 km/h) zaś XF2A-1 268 mph (431 km/h). Na początku kwietnia XF4F-2 przeleciał do Naval Aircraft Factory w Filadelfii, gdzie rozpoczęto testy katapultowania i lądowania na pokładzie. 11 kwietnia doszło do poważnego wypadku, gdy podczas próby lądowania wyłączył się silnik, skutkiem czego maszyna uderzyła w ziemię i przekoziołkowała. Samolot został wówczas poważnie uszkodzony, pilot jednak nie odniósł większych obrażeń.
W październiku 1937 roku, miesiąc po pierwszym locie XF4F-2 japońska marynarka ogłosiła wymagania wobec nowego myśliwca pokładowego, dysponującego prędkością maksymalną 500 km/h na pułapie 4000 metrów, a krótko potem przedsiębiorstwo Mitsubishi wygrało japoński konkurs i rozpoczęło prace nad prototypem Mitsubishi A6M. Tymczasem po testach w Anacostii, w czerwcu 1938 roku marynarka amerykańska ogłosiła wyniki swojego konkursu. Konstrukcji Grummana oficjalnie przyznano osiągnięcie prędkości maksymalnej 290 mph (466 km/h), NF-1 250 mph (402 km/h), zaś XF2A-1 280 mph (450 km/h). Z powodu małej prędkości NF-1 został wyeliminowany. Mimo mniejszej prędkości maksymalnej, konkurs wygrał jednak Brewster XF2A-1, prawdopodobnie z powodu liczby problemów technicznych trapiących maszynę Grummana oraz konstrukcji skrzydeł XF4F-2, której duża ich część stanowiła integralną część kadłuba, co wiązało się z trudnościami w transporcie samolotu. W rezultacie takiego rozstrzygnięcia, to Brewster otrzymał kontrakt na produkcję 54 F2A-1.

### Grumman XF4F-3
Mimo nieprzyznania Grummanowi kontraktu, marynarka dostrzegła osiągi jego konstrukcji, której problemy nie były uważane za fundamentalne. Toteż zdecydowała się na jej dalszy rozwój. Fundamentalne w tym zakresie było podjęcie przez Grummana decyzji o zmianie silnika na jednostkę z dwustopniową sprężarką. Miało to zapewnić wyższą prędkość w locie poziomym, większy pułap maksymalny i większą prędkość wznoszenia. Wybranym nowym silnikiem został prototypowy Pratt & Whitney Twin Wasp SC-G, w siłach zbrojnych oznaczony jako XR-1830-76. Ta decyzja okazała się najbardziej znaczącą w całej historii Wildcata, ustępując w tym zakresie jedynie porzuceniu koncepcji dwupłata.

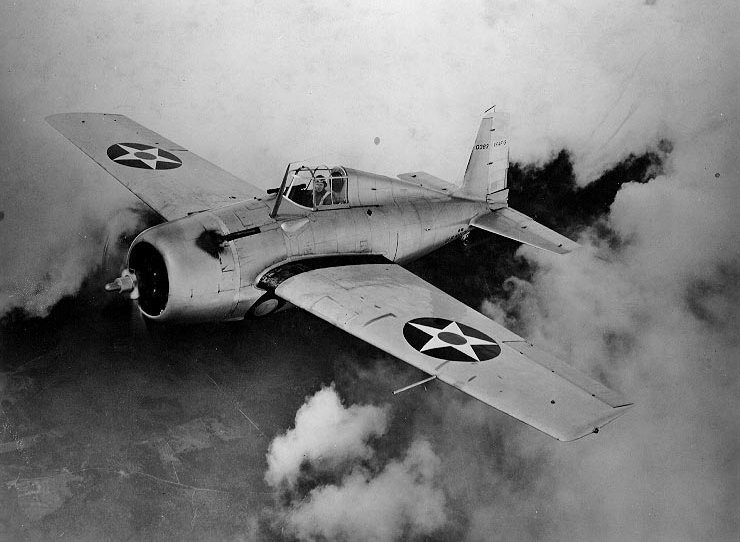
Prototyp XF4F-3 (BuNo 0383) podczas lotu testowego 21 lipca 1939 roku

Silnik ten oferował moc 1050 KM na wysokości 11 000 stóp (3352 metry) i 1000 KM na wysokości 19 000 stóp (5800 metrów) oraz 1200 KM przy starcie. Zalety silnika z dwustopniową sprężarką związane jednak były z jego większym ciężarem i dużo większą komplikacją. Problemem okazało się chłodzenie, w tym chłodzenie sprężonego powietrza wtłaczanego do cylindrów. Z tego też powodu zmieniono liczbe oktanową paliwa dla silnika z 87-oktanowego na 100-oktanowe. Dzięki współpracy Grummana i P&W przy wsparciu marynarki, większość problemów została jednak rozwiązana, i w październiku 1938 roku marynarka zawarła z Grummanem kontrakt na XF4F-3. 12 lutego 1939 roku BuNo 0383 został ponownie wytoczony ze zmodyfikowanym tym razem kadłubem i skrzydłami, oraz wyposażony w nowy silnik z dwustopniową sprężarką. Rozpiętość skrzydeł została zwiększona z 34 do 38 stóp (11,58 metra), zaś ich powierzchnia do 260 stóp kwadratowych (24,15 m²). Zamiast zaś zakończonych łukami skrzydeł, ich końcówki były odtąd prostokątne. Hydraulicznie kontrolowane śmigło Hamilton Standard, zastąpione zostało kontrolowanym elektrycznie śmigłem Curtiss-Wright.
XF4F-3 swój pierwszy lot odbył 12 lutego 1939 roku, pilotowany ponownie przez Boba Halla, dwa miesiące przed pierwszym lotem Mitsubishi A6M w Japonii. Po pierwszych lotach w Bethpage na Long Island, w marcu samolot przeleciał na testy w Anacostii. W maju samolot powrócił do Bethpage celem dokonania zmian zmierzających do poprawy stabilności i kontroli nad samolotem. Podczas gdy kąt wzniosu skrzydła został zwiększony o około 1°, zaś powierzchnia lotek została zmniejszona, powierzchnia płetwy ogonowej uległa zwiększeniu, dokonano także modyfikacji steru.
Samolot poleciał następnie do Naval Aircraft Factory w Filadelfii, celem poddania go testom marynarki. Podczas przeprowadzonych przez marynarkę testów, XF4F-3 osiągnął prędkość 333,5 mph (536,7 km/h), nieco ponad wynoszące 330 mph oczekiwania US Navy. Mimo dobrych osiągów, istniały wciąż problemy z chłodzeniem silnika na dużych wysokościach, toteż testowano różne konfiguracje klap regulujących chłodzenie na obudowie silnika, jak również kilka rodzajów płatów śmigła. Pod koniec 1939 roku samolot przeleciał do Langley, gdzie przeszedł testy aerodynamiczne w tamtejszym tunelu aerodynamicznym. Ich efektem były dalsze zmiany ogona samolotu, który ostatecznie rozbił się i został zniszczony w Norfolk w grudniu 1939 roku. Prace nad prototypem były już jednak w większej mierze ukończone.

### XF4F-5 i XF4F-3A

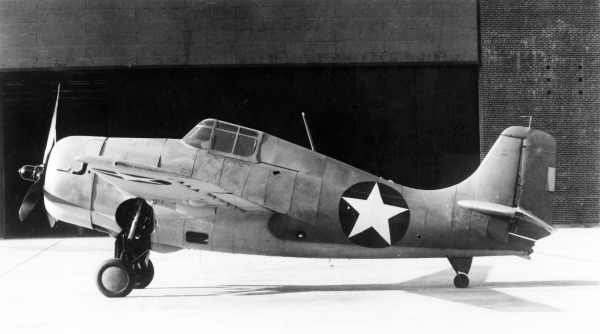
Prototypowy XF4F-5

W związku z trudnościami w rozwoju konstrukcji silnika R-1830, również marynarka amerykańska zainteresowana była silnikiem Wrighta i w kwietniu 1940 roku zmodyfikowany został kontrakt produkcyjny na trzeci i czwarty egzemplarz XF4F-3, nr 1846 i 1847, które wyposażono w silniki R-1820-40, podobne do silników G205A w maszynach dla Francji. W lipcu te oznaczone jako XF4F-5 samoloty skierowano na badania do Anacostii, gdzie latem przeszły intensywne testy. W silniku z dwustopniową sprężarką wciąż nie rozwiązano wszystkich problemów, w drugiej połowie 1940 roku marynarka zamówiła jednak jeden samolot wyposażony w silnik P&W R-1830-90 Twin Wasp, z mocą 1200 KM przy starcie i 1100 KM na wysokości 6100 stóp (1860 metrów) oraz 1000 KM na wysokości 12 500 stóp (3810 metrów). Ów pojedynczy egzemplarz został oznaczony jako XF4F-6, i z numerem 7031 został wysłany na testy do Anacostii. Ostateczny raport z nich z 6 marca 1941 roku ukazuje, że maszyna osiągnęła prędkość 319 mph (513 km/h) na wysokości 16 100 stóp (4907 metrów). Samolot ten był później przez wiele miesięcy wykorzystywany jako platforma testowa dla różnych rozwiązań.
Przedłużające się dostawy silników dwustopniowych spowodowały, że marynarka wdrożyła ograniczony program dostaw tych samolotów, zamawiając 65 maszyn, którym dla produkcji zmieniono oznaczenie na F4F-3A, zaś większość z nich w 1941 roku trafiła na wyposażenie eskadr myśliwskich korpusu piechoty morskiej Stanów Zjednoczonych. Podobne maszyny zamówiła także Royal Navy, oznaczając je jako Martlet II i Martlet III. Upadek Francji spowodował jednak, że znacząco zwiększone zostało tempo zamówień, i do końca roku zamówionych zostało 578 samolotów w wersji F3F-3 oraz F4F-6 (oznaczonych jako F4F-3A). Ich produkcja rozwijała się jednak wolno, i do grudnia dostarczono jedynie 22 F4F-3.
W 1941 roku Grumman dostarczał marynarce średnio 27 F4F-3 miesięcznie, ze szczytem w kwietniu tego roku, gdy rozrastająca się fabryka w Bethpage dostarczyła marynarce 45 samolotów. Z dostępnych do dziś dokumentów wynika, że swoje pierwsze maszyny w wersji 3A otrzymała wówczas między innymi stacjonująca w La Mesa w Kalifornii eskadra VF-6 lotniskowca USS „Enterprise” (CV-6), a także m.in. zasłużona później na Wyspach Salomona VMF-221 i istniejące do czasów współczesnych eskadry VMF-121, VMF-211. Do grudnia 1941 roku zakłady Grummana na Long Island dostarczyły amerykańskiej marynarce wojennej i korpusowi piechoty morskiej ogółem 183 F4F-3 i 65 F-4F-3A. To wówczas F4F otrzymał swoją oficjalną nazwę Wildcat (pol. żbik), która rozpoczęła utrzymywaną przez następne 40 lat tradycję nazw samolotów Grummana dla marynarki, związanych z rodziną kotów.

## Grumman F4F-3
Gdy trwały prace nad XF4F-3, sytuacja polityczna na świecie uległa znacznemu zaognieniu. W Europie polityczne triumfy święcił Adolf Hitler, Niemcy odrzuciły ograniczenia traktatu wersalskiego i zremilitaryzowały Nadrenię, w Hiszpanii wybuchła wojna domowa, która stała się poligonem dla niemieckich, włoskich i radzieckich sił powietrznych oraz personelu wojskowego. W 1937 roku Dalekim Wschodzie Japonia wznowiła swoją agresję na Chiny, w grudniu zaś tego roku Japończycy zatopili amerykańską kanonierkę USS „Panay”. W 1938 roku natomiast doszło w Europie do kryzysu monachijskiego. Tymczasem w Japonii zaczęły wchodzić do służby kolejne modele samolotów; bombowce Mitsubishi G4M i Aichi D3A, bombowiec torpedowy Nakajima B5N oraz lotniskowce. Pojawił się także Mitsubishi A6M ze znakomitymi manewrowością i prędkością wznoszenia, dysponujący także doskonałą prędkością maksymalną 520 km/h.

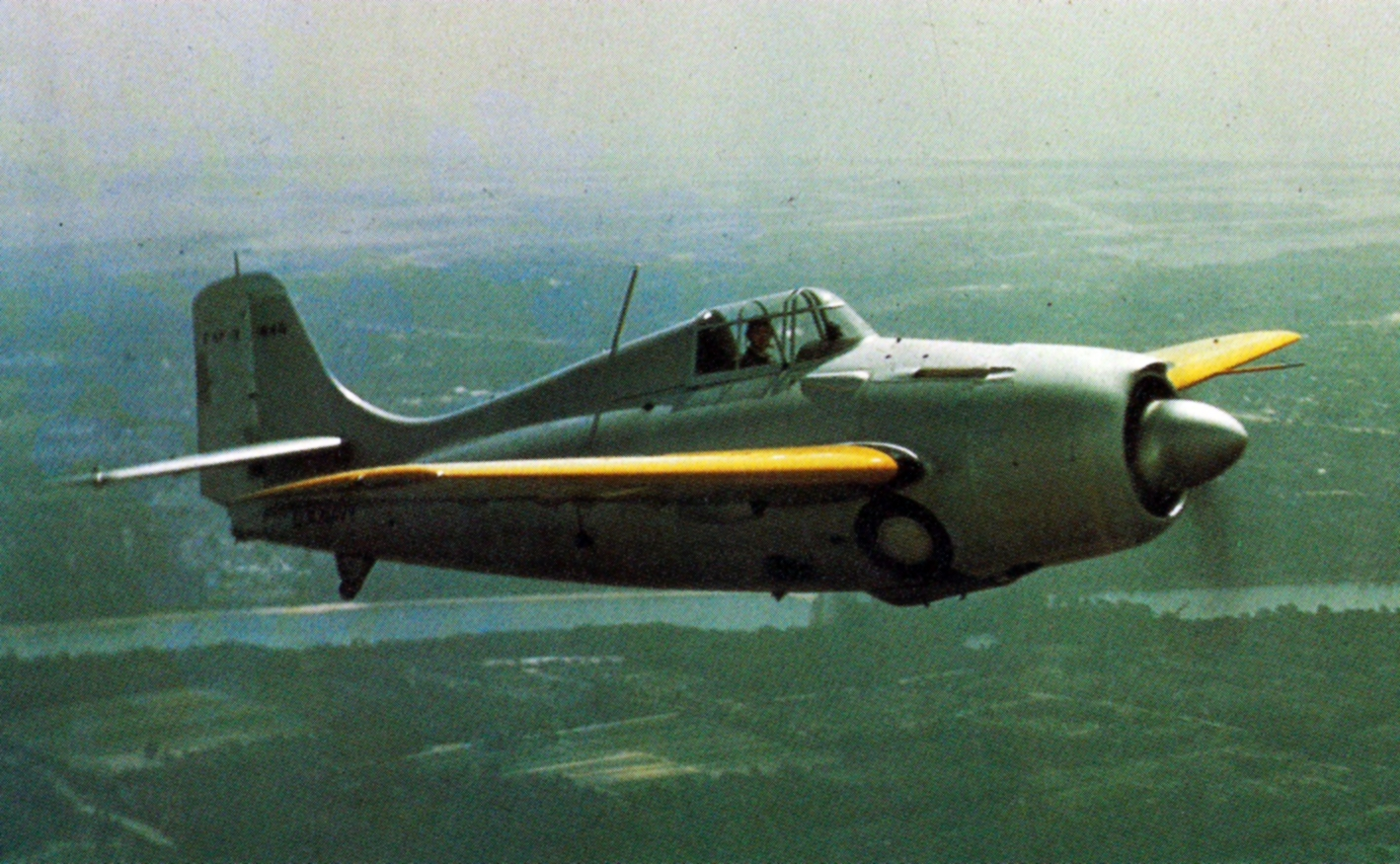
BuNo 1845 latem 1940 roku, drugi produkcyjny Grumman F4F-3. Zwracają uwagę usunięte w późniejszych egzemplarzach produkcyjnych owiewka śmigła oraz karabiny z tyłu, cofnięte na obudowie silnika.

Powaga sytuacji zaczęła więc docierać do amerykańskich kręgów politycznych i wojskowych. Do służby zaczęły wchodzić lotniskowce USS „Yorktown” (CV-5) i „Enterprise” (CV-6), w 1938 roku uchwalono Naval Expansion Act, podnoszący górny limit samolotów marynarki do 3000 sztuk i zwiększający liczbę lotniskowców. Jeszcze więc przed uzyskaniem formalnego kontraktu w sierpniu 1939 roku, Grumman rozpoczął produkcję pierwszych dwóch produkcyjnych egzemplarzy F4F-3. Pierwszy z nich oznaczony numerem 1844, odbył swój dziewiczy lot w lutym 1940 roku. Wkrótce potem powstały maszyny o nr 1845, 1848 i 1851. F4F-3 został oceniony jako zrównoważony w locie, łatwy do kontroli i pozytywnie stabilny w powietrzu wzdłuż swoich trzech najważniejszych osi, z wyjątkiem niewielkiej wzdłużnej niestabilności podczas lądowania z uruchomionym silnikiem, wznoszenia z maksymalną mocą i podczas lotu z maksymalną prędkością. Masa własna egzemplarza 1848 wynosiła 5238 funtów (2376 kg) – 103 funty poniżej masy gwarantowanej, prędkość maksymalna zaś 331 mph (532 km/h) na wysokości 6492 metrów, nieco poniżej wynoszącej 350 mph prędkości gwarantowanej. Pułap maksymalny samolotu wynosił 37 000 stóp (11 277 metrów), zaś rozbieg przeciwbieżny do kierunku wiatru o prędkości 25 węzłów tylko 194 stopy (59 metrów). Charakterystycznie dla wszystkich średniopłatów, F4F-3 cechował się wysoko umiejscowionym środkiem ciężkości, co w połączeniu z wąsko rozmieszczonymi kołami podwozia głównego – jedynie 6 stóp rozstawu (1,8 metra) – powodowało chybotanie się samolotu podczas dobiegu na lądowisku polowym. Problem ten nie występował jednak przy wspomaganym aerofiniszerami lądowaniu na pokładzie lotniskowca. Inną cechą samolotu był obsługiwany ręcznie – za pomocą umieszczonej w kabinie pilota korby – mechanizm chowania podwozia.
Podczas testów z dodatkowo zainstalowanym teleskopowym celownikiem, samolot skutecznie zrzucał podwieszone bomby o wadze 116 funtów (52 kg) przy nurkowaniu pod kątem 80°, przy zmierzonej prędkości wiatru 426 mph (685 km/h), i dobrze radził sobie przy manewrowaniu z dużymi przeciążeniami. Stwierdzono przy tym, że instalacja czterech karabinów maszynowych w skrzydłach zmniejszała prędkość maksymalną samolotu o 3 mph (4,8 km/h). Ostatecznie dowództwo lotnictwa marynarki uznało, że mimo iż F4F-3 nie spełnił gwarantowanych parametrów w zakresie prędkości maksymalnej, po usunięciu dostrzeżonych wad zasługuje na akceptację do służby pokładowej. Wskazało jednak 11 zaleceń zmian. Pierwsze egzemplarze maszyny uzbrojone były w dwa strzelające przez śmigło karabiny kalibru 7,62 mm w tylnej części obudowy silnika oraz dwa wkm kalibru 12,7 mm na skrzydłach. Po rozpoczęciu bitwy o Anglię, prawdopodobnie na bazie wniosków z walk nad Wielką Brytanią, US Navy zmieniła uzbrojenie F4F-3 i wszystkie następne maszyny miały wyłącznie 4 karabiny kalibru 12,7 mm na skrzydłach.
Grumman F4F-3 był pierwszą wersją produkcyjną F4F. Gdy we wrześniu 1939 roku III Rzesza zaatakowała Polskę, w Stanach Zjednoczonych prezydent Roosevelt ogłosił „ograniczony stan wyjątkowy”, zaś United States Navy rozpoczęła „patrole neutralności” na Atlantyku. Po niemieckim ataku na Francję, gdy łączny inwentarz lotniczy US Navy składał się z 1741 samolotów, 14 maja Kongres uchwalił środki na zwiększenie stanu posiadania amerykańskiej marynarki do 4500 samolotów, krótko później zaś zwiększył do 10 000 maszyn.

## Martlet

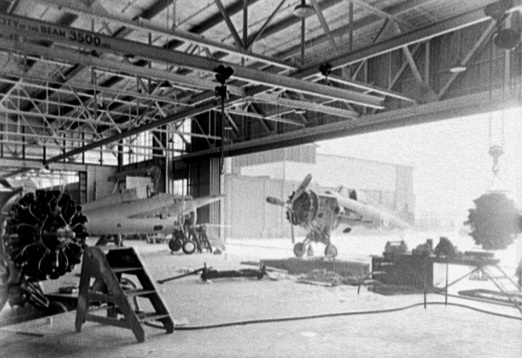
G-36A w zakładzie Grummana w Bethpage

Pierwsze zamówienia na F4F przyszły jednak z Francji. Francja dysponowała w tym czasie jedynie jednym starym i przestarzałym lotniskowcem „Béarn”, dwa inne natomiast – „Joffre” i „Painlevé” – znajdowały się w budowie. Jesienią 1939 roku, Francja zamówiła więc w Stanach Zjednoczonych 100 F4F. Samoloty dla tego kraju nie były jednak ani F4F, ani Wildcatami – nosiły fabryczne oznaczenie G-36A i stanowiły eksportową wersję XF4F-5. W związku jednak z brakiem produkcji w USA wystarczającej liczby silników Pratt & Whitney, francuskie zamówienie zawierało jednostki napędowe Wright R-1820-G205A Cyclone – wyposażone w dwustopniową sprężarkę dziewięciocylindrowe silniki z pojedynczą gwiazdą o mocy 1200 KM przy starcie. Krótko jednak po rozpoczęciu testów francuskich maszyn, Niemcy zaatakowały Francję, a po jej kapitulacji francuskie zamówienie przejęła Wielka Brytania, która oznaczyła je jako Martlet I. Pierwsze dostawy nowych brytyjskich samolotów nastąpiły 27 lipca 1940 roku. Jako że oryginalnie Martlety przeznaczone były dla Francji, wszystkie instrumenty pokładowe skalibrowane były w systemie metrycznym. Debiut bojowy F4F w barwach brytyjskich miał miejsce 25 grudnia 1940 roku, gdy dwaj piloci 804. eskadry Fleet Air Arm zestrzelili nad Morzem Północnym wykonującego lot rozpoznawczy niemieckiego Junkersa Ju 88. W rezultacie, F4F debiutował bojowo w Europie w tym samym miesiącu, w którym w USA amerykańska eskadra VF-4 dopiero zaczynała otrzymywać swoje pierwsze samoloty. I jakkolwiek Royal Navy dysponowała w tym czasie lotniskowcami co najmniej nie ustępującymi okrętom tej klasy w innych krajach, Martlety stanowiły znaczne unowocześnienie jej nie najnowszej w tym czasie powietrznej floty pokładowej.
Między lipcem i październikiem 1940 roku Royal Navy odebrała 80 maszyn G-36A, jednak 26 września Grumman zaakceptował zamówienie nr 127 na kolejne 100 samolotów, w zmodyfikowanej konfiguracji ze składanymi skrzydłami i silnikami Pratt & Whitney R-1830-90, oznaczonej przez Grummana jako G-36B, w Wielkiej Brytanii zaś Martlet II. Z uwagi na fakt, że silnik ten miał tylko jednostopniową sprężarkę, Martlet II osiągał nieco mniejszą prędkość i pułap od dysponującego dwustopniową sprężarką F4F-3. Wybór silnika z jednostopniową sprężarką podyktowany był niedostatkami w zaopatrzeniu, w tym czasie, w silniki dwustopniowe. Ostatecznie, dla Wielkiej Brytanii zostało w ciągu wojny wyprodukowanych 1082 F4F wszystkich wersji. Według niektórych źródeł, wyposażenie Wildcata F4F-4 w dodatkową parę karabinów maszynowych, podyktowane było przede wszystkim potrzebami europejskiego pola walki, do walki z cięższymi samolotami bombowymi i myśliwskimi Niemiec, podczas gdy w walce z lekkimi i nieopancerzonymi samolotami japońskimi, dodatkowe karabiny nie były potrzebne i zwiększały jedynie masę samolotu.

### Martlet III
Gdy Royal Navy pracowała nad swoim kontraktem na Martlet II, rząd Grecji zwrócił się do rządu Stanów Zjednoczonych z zamiarem zakupu F4F dla tego państwa. W październiku 1940 roku Włochy zaatakowały Grecję, jednak włoski najazd został odparty. Grecja spodziewała się jednak interwencji niemieckiej, toteż kontynuowała zakończone ostatecznie sukcesem starania o nabycie samolotów Grummana – United States Navy zgodziła się przekazać Grecji 30 produkowanych właśnie dla marynarki amerykańskiej maszyn w wersji F4F-3A. Dostawa tych maszyn rozpoczęła się 18 marca 1941 roku, jednak z powodu zakończonego ewakuacją sił alianckich niemieckiego ataku na Grecję, Wielka Brytania przejęła greckie samoloty w Gibraltarze, i oznaczyła je jako Martlet III.

## Grumman F4F-4
Celem efektywniejszego wykorzystania wind lotniskowców oraz lepszego wykorzystania przestrzeni ich pokładów hangarowych i startowych, marynarka amerykańska dostrzegała potrzebę składanych skrzydeł F4F już w 1939 roku. Pierwszy kontrakt w tym zakresie zawarto w marcu 1940 roku i zakładał on modyfikację produkowanych już F4F-3. Toteż dla konstrukcji oznaczonej jako XF4F-4 wprowadzono innowacyjną i niespotykaną wówczas ideę skośnych zawiasów dla składanych skrzydeł. Według fabrycznego opracowania Grummana o historii rozwoju konstrukcji F4F, kinematyka mechanizmu składającego skrzydła do pozycji wzdłużnej względem kadłuba samolotu została opracowana w ciągu jednego dnia przez ten sam zespół inżynierów, który opracował mechanizm składania podwozia samolotu. Zewnętrzne płaszczyzny skrzydeł F4F były przymocowane zawiasowo do wewnętrznych końcówek skrzydeł w taki sposób, że gdy skrzydła były składane do tyłu równolegle do kadłuba, skręcały się tak, aby ustawić cięciwę skrzydła w płaszczyźnie pionowej. Tak złożone skrzydła zmniejszały rozpiętość z 38 do 14 stóp (z 11,58 do 4,26 metra). Co istotne, prototypowy egzemplarz XF4F-4 wyposażony był w hydrauliczny mechanizm składania skrzydeł – marynarka zdecydowała jednak, że płynące z tego korzyści nie uzasadniają dodatkowej wagi i komplikacji systemu hydraulicznego, toteż w samolotach seryjnych, skrzydła były składane i otwierane ręcznie przez obsługę pokładów startowych. Sukces tego takiego sposobu składania skrzydeł spowodował, iż podobne rozwiązanie znalazło zastosowanie w kolejnych konstrukcjach Grummana TBF Avenger i F6F Hellcat.
Obok składanych skrzydeł, ta odmiana samolotu wprowadzała sześć umieszczonych w skrzydłach karabinów kalibru 12,7 mm (wymusiło zmniejszenie jednostki ognia z 450 do 360 pocisków), fabrycznie zainstalowaną płyta pancerną o grubości 9,5 mm za fotelem pilota oraz samouszczelniające się zbiorniki paliwa. Dopiero jednak w 14 kwietnia 1941 roku pierwszy egzemplarz XF4F-4 o numerze seryjnym 1897 gotowy był do lotu, testy eksploatacyjne samolotu zakończono w grudniu 1941. Miesiąc później, samolot trafił na pokład USS „Yorktown” (CV-5), gdzie był testowany w eskadrze. Przy swoich zbiornikach o pojemności 144 galonów, F4F-4 zużywał 42 galony (159 litrów) paliwa na godzinę w locie poziomym oraz nawet do 300 galonów (1135 litrów) na godzinę we wznoszeniu pionowym (5 galonów na minutę).
Dostawy pierwszych samolotów F4F-4 zostały zakończone do końca 1941 roku, kolejnych 1164 maszyn miało zostać dostarczonych w roku 1942, toteż na koniec tego roku, eskadry marynarki wojennej oraz korpusu piechoty morskiej, dysponować miały łącznie 1169 samolotami tego typu. F4F-4 po raz pierwszy weszły na uzbrojenie dywizjonów myśliwskich lotniskowców typu Yorktown tuż przed Bitwą o Midway.
Wszystkie zastosowane zmiany konstrukcyjne zwiększyły jednak masę samolotu, co pogorszyło jego prędkość wznoszenia oraz manewrowość. Toteż nowa konstrukcja Grummana ustępowała japońskiemu „Zero” w tych aspektach, co stawiało Wildcata w gorszej pozycji w manewrowej walce powietrznej, przynajmniej do czasu opanowania przez amerykańskich pilotów nowych taktyk opartych na większej prędkości nurkowania oraz wytrzymałości ich maszyny.

## Wersje specjalne

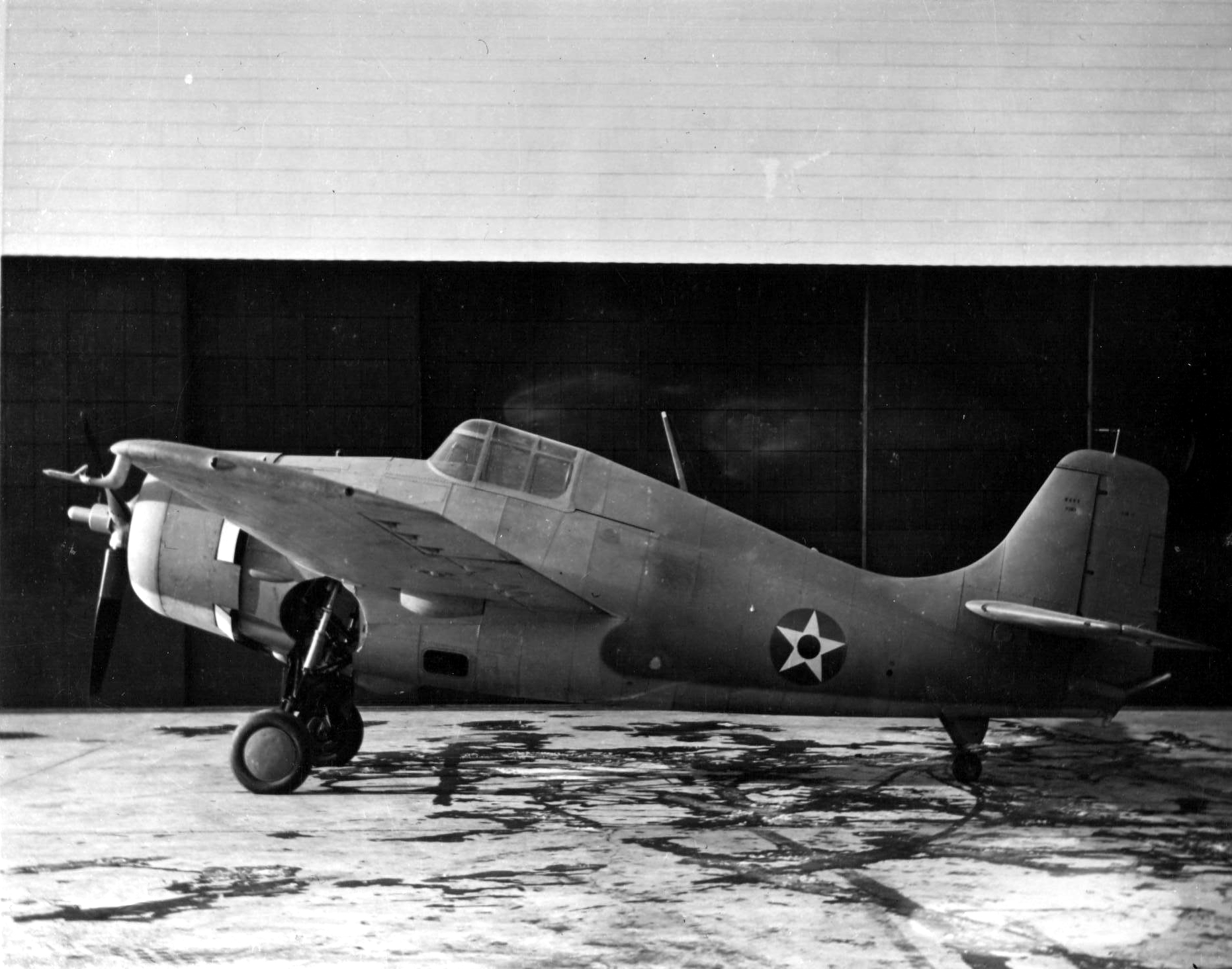
Rozpoznawczy F4F-7, pozbawiony szyby kuloodpornej kokpitu i uzbrojenia, w ogonie zaś – poniżej steru kierunku – umieszczono dwa ujścia przewodów zrzutu paliwa

Samolot został też opracowany w kilku wersjach specjalnych: wśród nich wyróżniał się rozpoznawczy F4F-7 oraz F4F-3 Wildcatfish zdolny do operowania ze osłoniętych wód. Prowadzono również prace nad zwiększeniem prędkości samolotu, jednak prace nad użyciem mocniejszego silnika R-2000 wykazały wzrost prędkości jedynie o 25 mph (40 km/h) przy znacznym wzroście masy samolotu, toteż uznano dalszy rozwój w tym kierunku za nieopłacalny. W 1941 roku podjęto wobec tego studia nad wykorzystaniem silnika Wright R-2600 Twin Cyclone do napędu większego samolotu, które ostatecznie doprowadziły do powstania następcy F4F, oznaczonego jako F6F Hellcat.

### F4F-7
W 1941 roku marynarka zdecydowała o potrzebie opracowania rozpoznawczej wersji F4F, o wydłużonym zasięgu, wyposażonej w urządzenia fotograficzne zamiast uzbrojenia. W wersji tej US Navy zrezygnowała ze składanych skrzydeł, zaś pojemność zbiorników paliwa w stałych skrzydłach została zwiększona do 555 galonów (2100 litrów). Usunięty jednak został awaryjny zbiornik paliwa za plecami pilota, który zastąpiono aparaturą fotograficzną, a całkowita pojemność zbiorników – łącznie z głównym zbiornikiem w kadłubie samolotu – wynosiła 685 galonów (2593 litry). Celem zmniejszenia wagi samolotu, kuloodporna szklana osłona kokpitu zastąpiona została bardziej zaokrągloną osłoną wykonaną ze szkła akrylowego, w ogonie zaś poniżej steru kierunku, umieszczono dwa zakończenia przewodów zrzutu paliwa. Wyposażenie konstrukcji w powiększone zbiorniki spowodowało jednak wzrost masy całkowitej do 10 328 funtów (4685 kg).
Pierwszy lot noszącej oznaczenie F4F-7 wersji rozpoznawczej wykonany został 30 grudnia 1941 roku, dwa tygodnie później zaś samolot odbył testy w Anacostii. Ogółem zamówiono 100 maszyn tego typu, ostatecznie jednak wykonano jedynie 21 egzemplarzy, z których dwa wzięły udział w kampanii wokół wysp Salomona. Model ten wyposażony był w autopilota, zaś najdłuższy potwierdzony lot – na Zachodnie Wybrzeże – trwał około 11 godzin. Twierdzono jednak, że samolot zdolny jest do 24-godzinnego lotu, przy czym z uwagi na tajemnicę wojenną, nie wiadomo czy tak długi lot rzeczywiście miał miejsce. Oficjalnie, zasięg tego samolotu wynosił 3700 mil (5954 km).

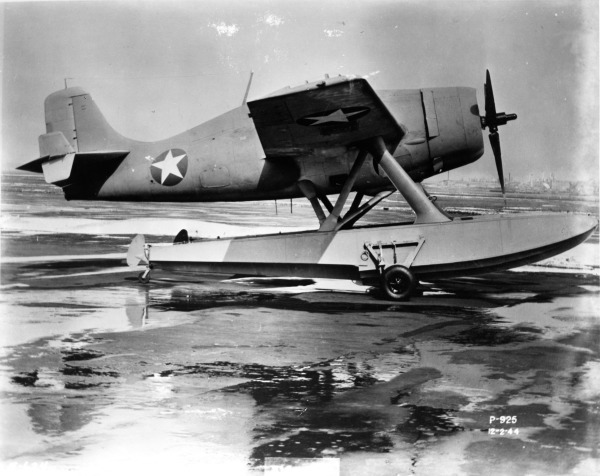
F4F-3S Wildcatfish, BuNo 4038 w 1943 roku. W tylnej części samolotu widoczny jeden z dodatkowych stateczników pionowych.

### F4F-3S Wildcatfish
W czasie kampanii na Salomonach pojawiła się wyposażona w pływaki wersja A6M Zero, która uzyskała aliancką nazwę „Rufe”. Skłoniło to marynarkę amerykańską do własnych prac w tym zakresie, zainteresowana była bowiem możliwością operowania samolotu ze spokojnych wód. Przez dodanie przez firmę Edo Corporation dwóch pływaków, zmodyfikowano wobec tego oznaczony numerem BuNo 4038 egzemplarz F4F-3 i w 1943 roku pojawił się samolot z pływakami na podporach wspierających podwozie samolotu. W celu kompensacji spowodowanej dużymi pływakami w przedniej części samolotu zmniejszonej stabilności bocznej, na stabilizatorach w ogonie samolotu dodano po jednym stateczniku pionowym, zsynchronizowanym ze statecznikiem głównym. Oblot nowej wersji samolotu miał miejsce 28 lutego 1943 roku, w tym czasie jednak, bataliony wojsk inżynieryjnych marynarki uzyskały już wysoki stopień sprawności w budowie lotnisk polowych w dżunglach i na rafach koralowych, toteż samolot zdolny operować z wody przestał być uważany użyteczny, więc program rozwoju tej konstrukcji został anulowany.

### Inne projekty
W 1942 roku podjęto też próby budowy wersji F4F-4 o cechach szybowca, który celem zwiększenia zasięgu, miał być holowany na pierwszym etapie lotu. Samolot ten pomyślany był jako sposób na zwiększenie zasięgu eskorty ciężkich bombowców. Zmodyfikowano w ten sposób skrzydła F4F-4 BuNo 5262, także przez pozbawienie ich możliwości składania. Z sukcesem przeprowadzono także próby holowania za pomocą Boeing B-17 Flying Fortress.
Ostatnim z eksperymentalnych projektów opartych na Wildcacie był projekt F4F zbudowanego z łamiącymi się przy określonych przeciążeniach końcówkami skrzydeł. Konstrukcja ta miała na celu zmniejszenie napięcia strukturalnego w skrzydłach przy manewrach z przeciążeniami 8 do 9 G i zapobieganie w ten sposób katastrofalnym uszkodzeniom skrzydeł. Po przeprowadzonych próbach projekt ten został zarzucony, Grumman z sukcesem wykorzystał go jednak w konstrukcji późniejszego F8F Bearcat.

## Eastern Aircraft: FM-1, FM-2

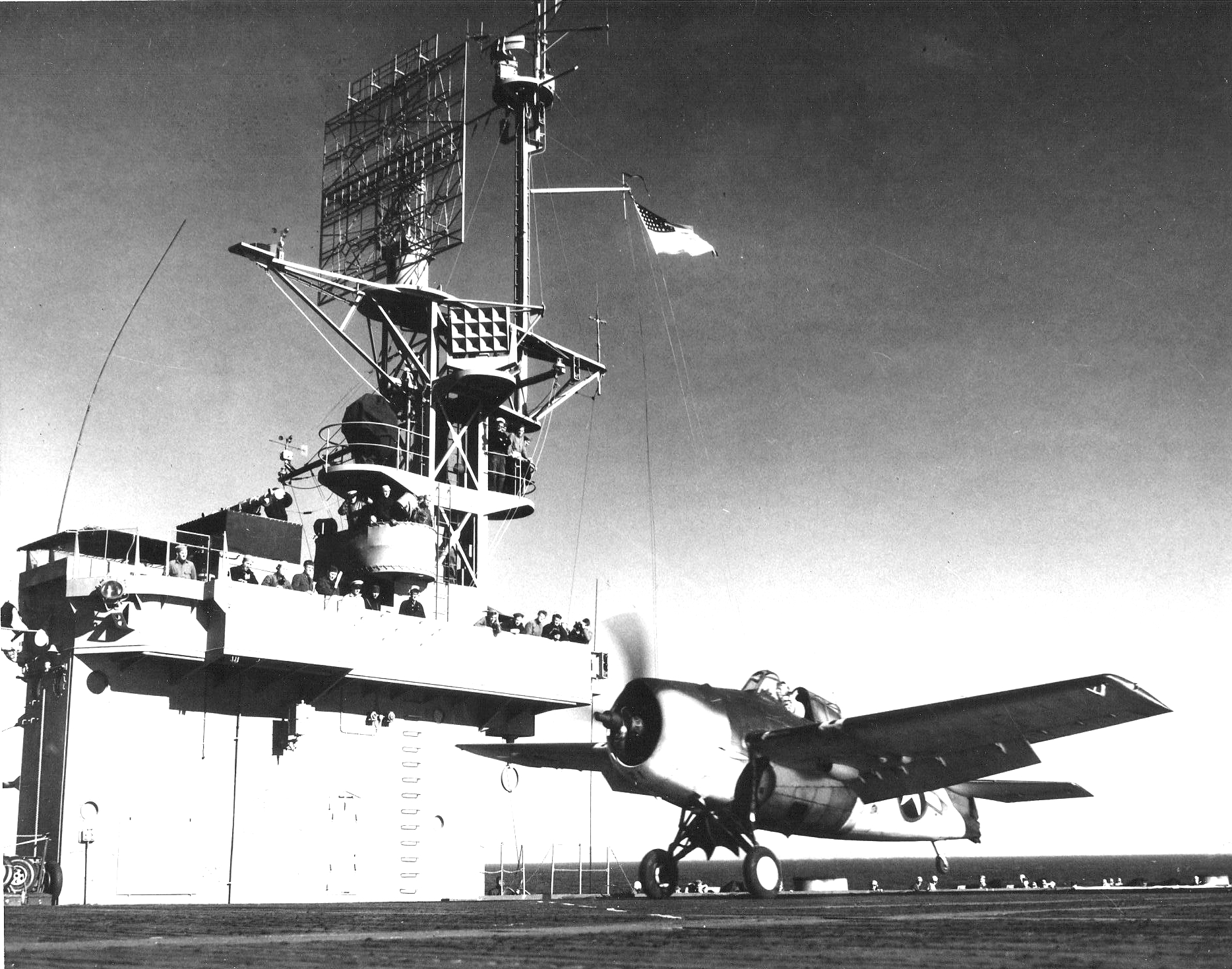
Wyprodukowany w Eastern Aircraft FM-1 Wildcat, podczas startu z lotniskowca eskortowego USS „Kasaan Bay” (CVE-69)

Gdy w 1942 roku Grumman był w szczycie produkcji F4F, w przedsiębiorstwie coraz większą rolę odgrywały prace nad pilnym następcą przestarzałego bombowca torpedowego Douglasa, TBD-1 Devastator. Już wcześnie w 1942 roku, Grumman rozpoczął produkcję TBF-1 Avenger, zaś w końcowej fazie była budowa prototypu następcy Wildcata – XF6F-1. Z uwagi na pilność dostaw wszystkich trzech samolotów, dowództwo lotnictwa US Navy postanowiło o konieczności podziału produkcji F4F i TBF, i powierzenia jej części innemu wytwórcy. Eastern Aircraft powstała 21 stycznia 1942 roku na miejscu należącej do General Motors fabryki samochodów w Linden. Być może z uwagi na bliskość do Bethpage, to właśnie fabryce w stanie New Jersey powierzono część produkcji F4F, fabryce w Trenton zaś produkcję Avengerów. Obie fabryki wspomagane były przez trzy inne zakłady, Grumman zaś z Long Island zapewniał bezpośrednie wsparcie produkcji. 18 kwietnia 1942 roku Eastern otrzymał kontrakt na 1800 samolotów oznaczonych jako FM-1 i – przy dużym wsparciu ze strony Grummana – we wrześniu dostarczył marynarce swój pierwszy samolot. Do końca tego roku Eastern dostarczył jednak marynarce jedynie 21 samolotów.

### Wilder Wildcat
Już jednak w styczniu 1943 roku zakład w Linden dostarczył marynarce kolejne 21 maszyn, podczas gdy Grumman od stycznia do końca maja dostarczył ostatnią setkę swoich Wildcatów, całkowicie zamykając program produkcji tych maszyn. Wycofanie się Grummana z produkcji F4F nie zamknęło jednak jego rozwoju. Już na początku 1943 roku marynarka zamówiła oznaczony jako FM-2 Wilder Wildcat (pol. Dzikszy Żbik), który na etapie prototypu oznaczony był jako XF4F-8, produkcja zaś FM-1 została zakończona w grudniu. Do końca tego roku, zakład General Motors w Linden dostarczył 1120 Wildcatów. Mimo de facto zmuszenia Grummana przez marynarkę do przekazania produkcji F4F, jakość produkcji zakładu General Motors spotykała się z dużym uznaniem wspierającego go Grummana. Wśród tych maszyn było również 309 samolotów dla Royal Navy, oznaczonych jako Martlet V.
Podczas gdy F4F-4 zastępowany był na pokładach lotniskowców uderzeniowych przez Vought F4U Corsair i F6F Hellcat Grummana, próby z XF4F-8 zmierzały do opracowania samolotu optymalnego do startu z krótszych pokładów lotniskowców eskortowych, stąd też dążąc do zmniejszenia masy samolotu zastosowano w nim lżejszy silnik Write R-1820-56. Ostatecznie na początku 1943 roku Eastern otrzymał kontrakt na 1265 samolotów oznaczonych jako FM-2, z silnikiem R-1820-56 z jednostopniową sprężarką z dwoma biegami. Silnik ten zapewniał wyższą moc (1350 KM) przy starcie, ustępował zaś dotychczasowym silnikom P&W R-1830 z dwubiegowym i dwustopniowym sprężaniem na dużej wysokości. Wobec jednak roli jakie samoloty te miały pełnić na lotniskowcach eskortowych, mniejsza moc na dużej wysokości nie była postrzegana jako czynnik krytyczny, mniejsza masa samolotu owocowała za to większą prędkością wznoszenia. W przeprowadzonych testach FM-2 doceniono poprawiony układ kokpitu, ułatwienie obsługi pokładowej oraz ulepszone charakterystyki lotne. Piloci zauważyli jednak, że w kokpicie panuje wyższa temperatura oraz zwiększony względem F4F-4 poziom hałasu.
| Typ              | Czas produkcji                 | U. S. Navy | Royal Navy    | Ogółem |
| ---------------- | ------------------------------ | ---------- | ------------- | ------ |
| G-36A            | lipiec–październik 1940        | –          | 81 (Mark I)   | 81     |
| G-36B            | luty 1941 – kwiecień 1942      | –          | 100 (Mark II) | 100    |
| F4F-3            | lipiec 1940 – październik 1941 | 285        | –             | 285    |
| F4F-3A           | marzec–maj 1941                | 65         | 30 (Mark III) | 95     |
| F4F-4            | listopad 1941 – maj 1943       | 1169       | –             | 1169   |
| F4F-4B           | luty–listopad 1942             | –          | 220 (Mark IV) | 220    |
| F4F-7            | styczeń–grudzień 1942          | 21         | –             | 21     |
| Grumman ogółem   | Grumman ogółem                 | 1540       | 431           | 1971   |
| FM-1             | wrzesień 1942 – grudzień 1943  | 909        | 311 (Mark V)  | 1220   |
| FM-2             | wrzesień 1943 – maj 1945       | 3720       | 40 (Mark VI)  | 4060   |
| Eastern ogółem   | Eastern ogółem                 | 4629       | 651           | 5280   |
| Produkcja ogółem | Produkcja ogółem               | 6169       | 1082          | 7251   |

|               |                | 1940           | 1941           | 1942           | 1943           | 1944           | 1945           | Ogółem |
| ------------- | -------------- | -------------- | -------------- | -------------- | -------------- | -------------- | -------------- | ------ |
| Grumman       | F4F-3          | 22             | 163            |                | 100            |                |                | 285    |
| Grumman       | F4F-3A         |                | 65             |                |                |                |                | 65     |
| Grumman       | F4F-4          |                | 5              | 1164           |                |                |                | 1169   |
| Grumman       | F4F-7          |                |                | 21             |                |                |                | 21     |
| Grumman       | Martlet I      | 81             |                |                |                |                |                | 81     |
| Grumman       | Martlet II     |                | 60             | 40             |                |                |                | 100    |
| Grumman       | Martlet III    |                | 30             |                |                |                |                | 30     |
| Grumman       | Martlet IV     |                |                | 220            |                |                |                | 220    |
| Grumman       | Grumman ogółem | Grumman ogółem | Grumman ogółem | Grumman ogółem | Grumman ogółem | Grumman ogółem | Grumman ogółem | 1971   |
| Eastern       | FM-1           |                |                | 21             | 818            |                |                | 839    |
| Eastern       | FM-2           |                |                |                | 310            | 2890           | 1237           | 4437   |
| Eastern       | Martlet V      |                |                | 2              | 309            |                |                | 311    |
| Eastern       | Martlet VI     |                |                |                |                | 240            | 100            | 340    |
| Eastern       | Eastern ogółem | Eastern ogółem | Eastern ogółem | Eastern ogółem | Eastern ogółem | Eastern ogółem | Eastern ogółem | 5927   |
| F4F/FM ogółem | F4F/FM ogółem  | F4F/FM ogółem  | F4F/FM ogółem  | F4F/FM ogółem  | F4F/FM ogółem  | F4F/FM ogółem  | F4F/FM ogółem  | 7989   |

1. ↑  Źródła nie są zgodne co do liczby samolotów
wyprodukowanych w zakładzie Eastern w Linden.

Wilder Wildcat był na niektórych pułapach szybszy o 12-22 węzły (22-40 km/h) od F4F-4, dysponował też znacznie wyższą prędkością początkowego oraz manewrowością. Dorównywał już w tym zakresach japońskiemu „Zero” – przy założeniu utrzymywania przez pilota prędkości powyżej 160 węzłów, optymalnie 200 węzłów (370 km/h), FM-2 mógł skutecznie stawić czoła nawet najnowszym wersjom Zeke.

## Konstrukcja samolotu

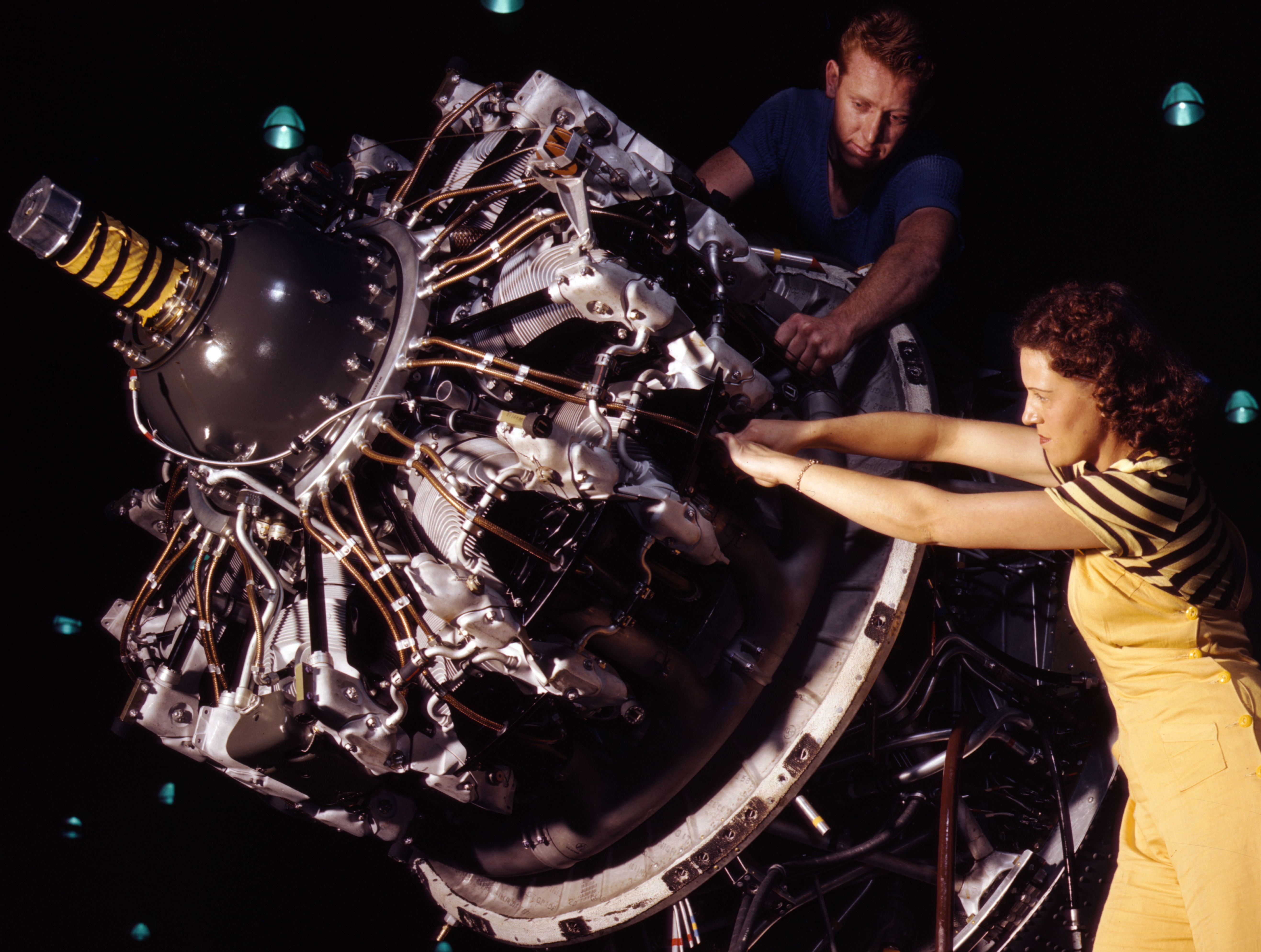
14-cylindrowy silnik Pratt & Whitney R-1830-86 Twin Wasp w układzie podwójnej gwiazdy, stosowany w większości wersji F4F – o mniejszej mocy na poziomie morza od stosowanego w FM-2 silnika Wright R-1820-56 Cyclone. Dzięki jednak dwubiegowej i dwustopniowej sprężarce, Twin Wasp utrzymywał moc 1000 KM na wysokości 19 000 stóp, podczas gdy moc silnika Write’a z jednostopniową sprężarką, spadała do 1000 KM już na wysokości 17 000 stóp.

Począwszy od wersji F4F-4, Wildcat był całkowicie metalowym jednosilnikowym i jednoosobowym wolnonośnym średniopłatem z wysuwanym podwoziem i składanymi skrzydłami. Z wyjątkiem prototypów XF4F-1 i XF4F-2, wszystkie samoloty tego typu miały rozpiętość skrzydeł wynoszącą 38 stóp (11,58 metra), długość zaś samolotu nieznacznie wahała się, w większości jednak wersji wynosiła 28 stóp i 9 cali (8,76 metra). Większość modeli F4F napędzana była silnikiem Pratt & Whitney R-1830-86 Twin Wasp (890 kW) z dwustopniową i dwubiegową sprężarką o mocy 1200 koni mechanicznych podczas startu na poziomie morza, w przeznaczonej zaś dla lotniskowców eskortowych wersji FM-2, zastosowano lżejszy silnik Wright R-1820-56 o mocy 1350 KM na poziomie morza z jednostopniową i dwubiegową sprężarką.

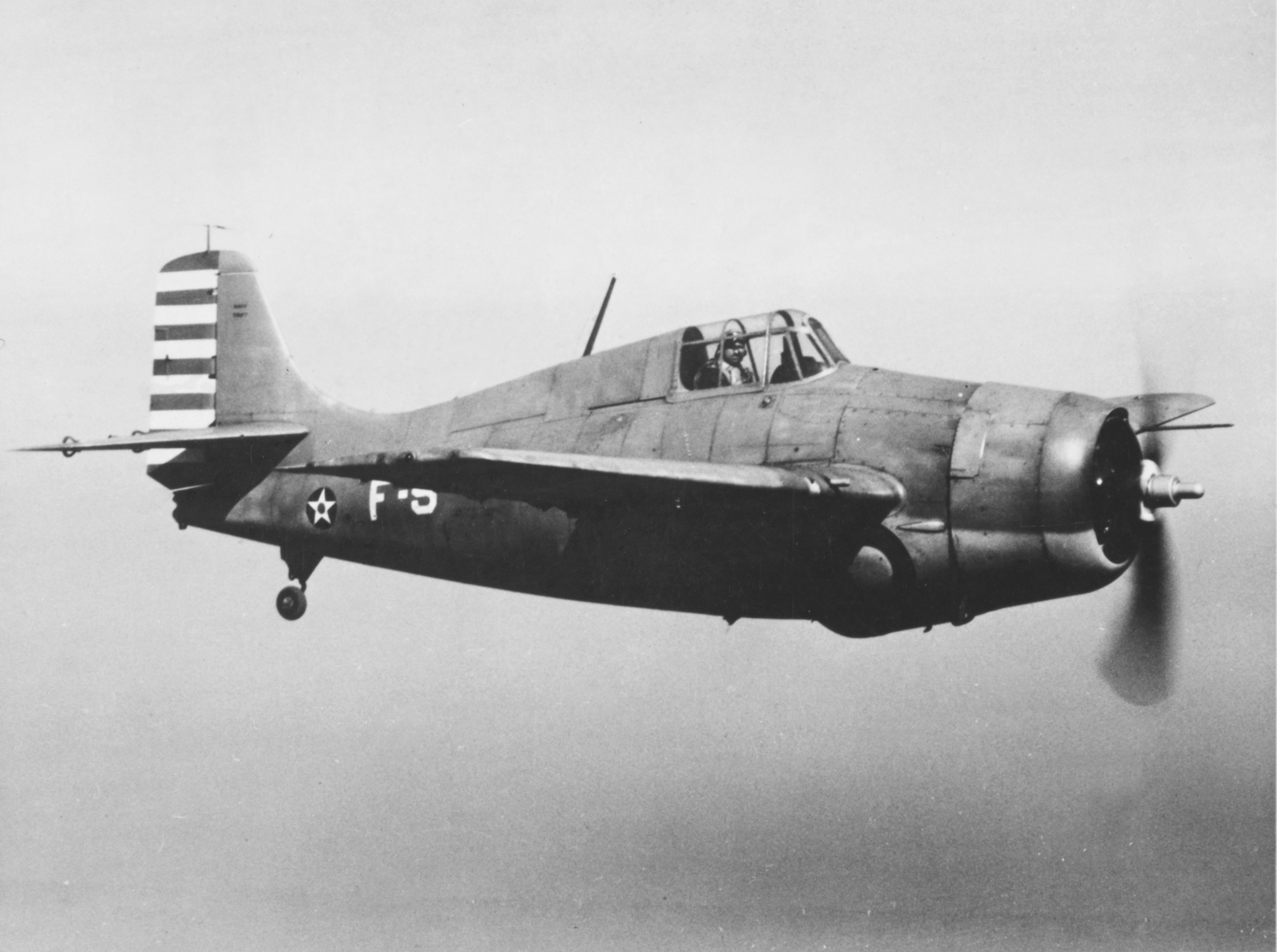
Poszycie samolotu tworzyły nachodzące na siebie i połączone nitami płytki, które nadawały Wildcatowi charakterystyczny prążkowany wygląd. Poniżej skrzydła widoczne chowane do kadłuba w bardzo charakterystyczny dla Grummana sposób, koło podwozia głównego.

Silniki te chłodzone były powietrzem, z wykorzystaniem mechanicznie kontrolowanych z kokpitu klapek regulujących chłodzenie na obudowie silnika. Rozruch silnika następował za pomocą pirotechnicznego naboju. Samolot wyposażony był w dwa zbiorniki paliwa – jeden umieszczony w podwoziu poniżej kokpitu, zbiornik zaś awaryjny znajdował się w kadłubie za plecami pilota. Każdy metalowy zbiornik był wyposażony w samouszczelniającą wykładzinę, tamującą wypływ paliwa po przebiciu zbiornika pociskiem. Główny zbiornik z wykładziną, miał pojemność 117 galonów (423 litrów), pojemność natomiast zbiornika awaryjnego wynosiła 27 galonów (102 litrów). W podwieszeniach pod skrzydłami, mogły być dodatkowo podwieszane odrzucane w locie zbiorniki paliwa, o pojemności 50 galonów (189 litrów) każdy.
Skrzydła samolotu były typu całkowicie wolnonośnego z krawędzią natarcia opartą na wytłoczonych żebrach aluminiowych i podłużnicach bocznych. Krawędź natarcia pokryta była mocno zakrzywioną płytą, która przymocowana była do belki na mniej więcej 25% linii cięciwy. Krawędź spływu oparta była na kratownicach i ożebrowaniu, z cienką zewnętrzną powłoką przymocowaną za pomocą nitów. Lotki wykonane były z aluminium pokrytego powłoką tekstylną. Klapy krokodylowe na krawędziach spływu między kadłubem a lotkami kontrolowane były pneumatycznie, z wykorzystaniem umieszczonego w kadłubie zbiornika próżniowego oraz zaworów w kokpicie. Począwszy od wersji F4F-4, Wildcat miał składane do tyłu wzdłuż kadłuba skrzydła, ich składanie i rozkładanie odbywało się jednak ręcznie. Składały się z dwóch podstaw przymocowanych bezpośrednio do kadłuba i dwóch składanych paneli zewnętrznych.
Całkowicie metalowy kadłub samolotu miał konstrukcję półskorupową, z ożebrowaniem pokrytym powłoką ze stopu aluminium. Zaprojektowany w celu ochrony pilota na wypadek przewrócenia się samolotu na plecy grzbiet kadłuba, rozciągał się do szczytu owiewki kokpitu. Nitowane sekcje poszycia kadłuba nachodziły na siebie, co nadawało Wildcatowi charakterystyczny prążkowany wygląd. W kokpicie mieszczone były dwa okna ze szkła akrylowego poniżej poziomu skrzydeł, celem zapewnienia pilotowi widoczności w dół. Nitowane płetwa ogonowa i stabilizatory wykonane były ze stopu aluminium, statycznie i dynamicznie równoważone stery zbudowane były w oparciu o aluminiowe ożebrowanie z powłoką tekstylną. Stery kierunku i wysokości kontrolowane były za pomocą przewodu z wielokrążkami, każda zaś powierzchnia sterowa kontrolowana była z kokpitu.
Chowane do kadłuba podwozie główne samolotu kontrolowane było mechanicznie za pomocą korby w kokpicie, co wymagało około 30 obrotów korbą do pełnego wysunięcia. Kółko ogonowe stosowane było w dwóch wariantach: mniejsze kółko z twardej gumy o średnicy 6 cali (15,24 cm) stosowane było przy lądowaniu na pokładzie startowym okrętu, przy lądowaniu zaś na lotnisku lądowym stosowane było kółko z pneumatyczną oponą o średnicy 10 cali (25 cm). W tylnej części kadłuba samolotu umieszczony był także chowany hak o długości 41 cali (104 cm), służący do wyhamowywania samolotu z użyciem aerofiniszerów na pokładzie lotniskowca. Kokpit samolotu zamknięty był przesuwaną do tyłu owiewką, którą można było ustawić w czterech pozycjach. W sytuacjach awaryjnych owiewka mogła być natychmiastowo odrzucona, przez ręczne wyciągnięcie zabezpieczającego trzpienia i wypchnięcie jej w górę naprzeciw strug powietrza.
| Producent | Model       | Silnik                                                                          | Moc                                                                             | S/C                                                                             | Śmigło                                                                          | Rozpiętość (m)                                                                  | Długość (m)                                                                     | Powierzchnia skrzydeł (m²)                                                      | Uzbrojenie (mm)                                                                 | Masa całkowita (kg)                                                             | Masa własna (kg)                                                                | Prędkość maks (km/h) / Pułap (m)                                                | Wznoszenie (m/min)                                                              | Pułap praktyczny                                                                | Zasięg                                                                          | Pierwszy lot                                                                    | Zbudowane                                                                       |
| --------- | ----------- | ------------------------------------------------------------------------------- | ------------------------------------------------------------------------------- | ------------------------------------------------------------------------------- | ------------------------------------------------------------------------------- | ------------------------------------------------------------------------------- | ------------------------------------------------------------------------------- | ------------------------------------------------------------------------------- | ------------------------------------------------------------------------------- | ------------------------------------------------------------------------------- | ------------------------------------------------------------------------------- | ------------------------------------------------------------------------------- | ------------------------------------------------------------------------------- | ------------------------------------------------------------------------------- | ------------------------------------------------------------------------------- | ------------------------------------------------------------------------------- | ------------------------------------------------------------------------------- |
| Grumman   | XF4F-1      | WAC XR-1670-02 PWA XR-1535-92                                                   | (?) 875                                                                         | 1/1                                                                             | HS/ZS                                                                           | 8,22                                                                            | 7,08                                                                            | 23,22                                                                           | 1 × 12,7 1 × 7,62                                                               | 2084                                                                            | 1506                                                                            | 425 / 3200                                                                      | 7,66 (min) / 4572 (m)                                                           | 8961                                                                            | 1373                                                                            | –                                                                               | 0                                                                               |
| Grumman   | XF4F-2      | PWA R-1830-66                                                                   | 1050                                                                            | 1/1                                                                             | HS/SP                                                                           | 10,36                                                                           | 8,05                                                                            | 21,55                                                                           | 4 × 12,7                                                                        | 2443                                                                            | 1830                                                                            | 447 / 3048                                                                      | 808                                                                             | 8351                                                                            | 1190                                                                            | 9 / 1937                                                                        | 1                                                                               |
| Grumman   | XF4F-3      | PWA XR-1830-76                                                                  | 1200                                                                            | 2/2                                                                             | C/SP                                                                            | 11,58                                                                           | 8,53                                                                            | 24,15                                                                           | 2 × 7,62 2 × 12,7                                                               | 2766                                                                            | 2206                                                                            | 537 / 6248                                                                      | 853                                                                             | 10 210                                                                          | 1459                                                                            | 2 / 1939                                                                        | 1                                                                               |
| Grumman   | F4F-3       | PWA R-1830-76, 86                                                               | 1200                                                                            | 2/2                                                                             | C/SP                                                                            | 11,58                                                                           | 8,76                                                                            | 24,15                                                                           | 4 × 12,7                                                                        | 3204                                                                            | 2376                                                                            | 532 / 6492                                                                      | 701                                                                             | 11 277                                                                          | 1384                                                                            | 2 / 1940                                                                        | 285                                                                             |
| Grumman   | F4F-3A      | PWA R-1830-90                                                                   | 1200                                                                            | 1/2                                                                             | C/SP                                                                            | 11,58                                                                           | 8,76                                                                            | 24,15                                                                           | 4 × 12,7                                                                        | 3118                                                                            | 2366                                                                            | 502 / 4877                                                                      | 740                                                                             | 10 454                                                                          | 1327                                                                            | 1941                                                                            | 65                                                                              |
| Grumman   | XF4F-4      | PWA R-1830-76                                                                   | 1200                                                                            | 2/2                                                                             | C/SP                                                                            | 11,58                                                                           | 8,76                                                                            | 24,15                                                                           | 4 × 12,7                                                                        | 3397                                                                            | 2620                                                                            | 524 / 5943                                                                      | 579                                                                             | 10 363                                                                          | –                                                                               | 4 / 1941                                                                        | 1                                                                               |
| Grumman   | F4F-4       | PWA R-1830-86                                                                   | 1200                                                                            | 2/2                                                                             | C/SP                                                                            | 11,58                                                                           | 8,76                                                                            | 24,15                                                                           | 6 × 12,7                                                                        | 3612                                                                            | 2615                                                                            | 512 / 5913                                                                      | 667                                                                             | 10 271                                                                          | –                                                                               | 1941                                                                            | 1169                                                                            |
| Grumman   | F4F-4A      | Planowany jako F4F-4 z silnikiem Pratt & Whitney R-1830-90, nigdy nie zbudowany | Planowany jako F4F-4 z silnikiem Pratt & Whitney R-1830-90, nigdy nie zbudowany | Planowany jako F4F-4 z silnikiem Pratt & Whitney R-1830-90, nigdy nie zbudowany | Planowany jako F4F-4 z silnikiem Pratt & Whitney R-1830-90, nigdy nie zbudowany | Planowany jako F4F-4 z silnikiem Pratt & Whitney R-1830-90, nigdy nie zbudowany | Planowany jako F4F-4 z silnikiem Pratt & Whitney R-1830-90, nigdy nie zbudowany | Planowany jako F4F-4 z silnikiem Pratt & Whitney R-1830-90, nigdy nie zbudowany | Planowany jako F4F-4 z silnikiem Pratt & Whitney R-1830-90, nigdy nie zbudowany | Planowany jako F4F-4 z silnikiem Pratt & Whitney R-1830-90, nigdy nie zbudowany | Planowany jako F4F-4 z silnikiem Pratt & Whitney R-1830-90, nigdy nie zbudowany | Planowany jako F4F-4 z silnikiem Pratt & Whitney R-1830-90, nigdy nie zbudowany | Planowany jako F4F-4 z silnikiem Pratt & Whitney R-1830-90, nigdy nie zbudowany | Planowany jako F4F-4 z silnikiem Pratt & Whitney R-1830-90, nigdy nie zbudowany | Planowany jako F4F-4 z silnikiem Pratt & Whitney R-1830-90, nigdy nie zbudowany | Planowany jako F4F-4 z silnikiem Pratt & Whitney R-1830-90, nigdy nie zbudowany | Planowany jako F4F-4 z silnikiem Pratt & Whitney R-1830-90, nigdy nie zbudowany |
| Grumman   | F4F-4B      | Zbudowany pod oznaczeniem Martlet IV                                            | Zbudowany pod oznaczeniem Martlet IV                                            | Zbudowany pod oznaczeniem Martlet IV                                            | Zbudowany pod oznaczeniem Martlet IV                                            | Zbudowany pod oznaczeniem Martlet IV                                            | Zbudowany pod oznaczeniem Martlet IV                                            | Zbudowany pod oznaczeniem Martlet IV                                            | Zbudowany pod oznaczeniem Martlet IV                                            | Zbudowany pod oznaczeniem Martlet IV                                            | Zbudowany pod oznaczeniem Martlet IV                                            | Zbudowany pod oznaczeniem Martlet IV                                            | Zbudowany pod oznaczeniem Martlet IV                                            | Zbudowany pod oznaczeniem Martlet IV                                            | Zbudowany pod oznaczeniem Martlet IV                                            | Zbudowany pod oznaczeniem Martlet IV                                            | Zbudowany pod oznaczeniem Martlet IV                                            |
| Grumman   | XF4F-5      | WAC R-1820-40                                                                   | 1200                                                                            | 1/2                                                                             | HS/SP                                                                           | 11,58                                                                           | 8,78                                                                            | 24,15                                                                           | –                                                                               | 2750                                                                            | 2217                                                                            | 492 / 4572                                                                      | 716                                                                             | 10 820                                                                          | –                                                                               | 6 / 1940                                                                        | 2                                                                               |
| Grumman   | XF4F-6      | PWA R-1830-90                                                                   | 1200                                                                            | 1/2                                                                             | C/SP                                                                            | 11,58                                                                           | –                                                                               | 24,15                                                                           | –                                                                               | 3204                                                                            | 2261                                                                            | 513 / 4907                                                                      | 792                                                                             | 10 363                                                                          | –                                                                               | 10 / 1940                                                                       | 1                                                                               |
| Grumman   | F4F-7       | PWA R-1830-86                                                                   | 1200                                                                            | 2/2                                                                             | C/SP                                                                            | 11,58                                                                           | 9,09                                                                            | 24,15                                                                           | (brak)                                                                          | 4685                                                                            | 2475                                                                            | 499 / 5913                                                                      | 532                                                                             | 8199                                                                            | 5954                                                                            | 12 / 1941                                                                       | 21                                                                              |
| Grumman   | XF4F-8      | WAC R-1820-56                                                                   | 1350                                                                            | 1/2                                                                             | HS/SP                                                                           | 11,58                                                                           | –                                                                               | 24,15                                                                           | 4 × 12,7                                                                        | 3211                                                                            | 2433                                                                            | 516 / 5120                                                                      | 952                                                                             | 11 095                                                                          | –                                                                               | 11 / 1942                                                                       | 2                                                                               |
| Eastern   | FM-1        | PWA R-1830-86                                                                   | 1200                                                                            | 2/2                                                                             | C/SP                                                                            | 11,58                                                                           | 8,76                                                                            | 24,15                                                                           | 4 × 12,7                                                                        | 3358                                                                            | 2600                                                                            | Osiągi jak w F4F-4                                                              | Osiągi jak w F4F-4                                                              | Osiągi jak w F4F-4                                                              | Osiągi jak w F4F-4                                                              | 8 / 1942                                                                        | 839                                                                             |
| Eastern   | FM-2        | WAC R-1820-56                                                                   | 1350                                                                            | 1/2                                                                             | C/SP                                                                            | 11,58                                                                           | 8,81                                                                            | 24,15                                                                           | 4 × 12,7                                                                        | 3370                                                                            | 2514                                                                            | 515 / 5120                                                                      | 880                                                                             | 10 850                                                                          | –                                                                               | 1943                                                                            | 4437                                                                            |
| Grumman   | Martlet I   | WAC GR-1820-G205A                                                               | 1200                                                                            | 1/2                                                                             | HS/SP                                                                           | 11,58                                                                           | –                                                                               | 24,15                                                                           | 4 × 12,7                                                                        | Masy i osiągi jak w XF4F-5                                                      | Masy i osiągi jak w XF4F-5                                                      | Masy i osiągi jak w XF4F-5                                                      | Masy i osiągi jak w XF4F-5                                                      | Masy i osiągi jak w XF4F-5                                                      | 1496                                                                            | 5 / 1940                                                                        | 81                                                                              |
| Grumman   | Martlet II  | PWA R-1830-90                                                                   | 1200                                                                            | 1/2                                                                             | C/SP                                                                            | 11,58                                                                           | 8,86                                                                            | 24,15                                                                           | 6 × 12,7                                                                        | 3407                                                                            | 2424                                                                            | 471 / 3962                                                                      | –                                                                               | 9448                                                                            | 1432                                                                            | 10 / 1940                                                                       | 100                                                                             |
| Grumman   | Martlet III | PWA R-1830-90                                                                   | 1200                                                                            | 1/2                                                                             | C/SP                                                                            | 11,58                                                                           | 8,76                                                                            | 24,15                                                                           | 4 × 12,7                                                                        | Masy i osiągi jak w F4F-3A                                                      | Masy i osiągi jak w F4F-3A                                                      | Masy i osiągi jak w F4F-3A                                                      | Masy i osiągi jak w F4F-3A                                                      | Masy i osiągi jak w F4F-3A                                                      |                                                                                 | 1941                                                                            | 30                                                                              |
| Grumman   | Martlet IV  | WAC R-1820-40B                                                                  | 1200                                                                            | 1/2                                                                             | HS/SP                                                                           | 11,58                                                                           | 8,66                                                                            | 24,15                                                                           | 6 × 12,7                                                                        | 3585                                                                            | 2618                                                                            | 479 / 4267                                                                      | –                                                                               | 9174                                                                            | –                                                                               | 1942                                                                            | 220                                                                             |
| Eastern   | Martlet V   | PWA R-1830-86                                                                   | 1200                                                                            | 2/2                                                                             | C/SP                                                                            | 11,58                                                                           | 8,76                                                                            | 24,15                                                                           | 4 × 12,7                                                                        | Masy i osiągi podobne do F4F-4, FM1                                             | Masy i osiągi podobne do F4F-4, FM1                                             | Masy i osiągi podobne do F4F-4, FM1                                             | Masy i osiągi podobne do F4F-4, FM1                                             | Masy i osiągi podobne do F4F-4, FM1                                             | Masy i osiągi podobne do F4F-4, FM1                                             | 1942                                                                            | 311                                                                             |
| Eastern   | Martlet VI  | WAC R-1820-56, 56W                                                              | 1350                                                                            | 1/2                                                                             | C/SP                                                                            | 11,58                                                                           | 8,81                                                                            | 24,15                                                                           | 4 × 12,7                                                                        | 3370                                                                            | 2514                                                                            | 505 / 4039                                                                      | Podobnie do FM-2                                                                | Podobnie do FM-2                                                                | Podobnie do FM-2                                                                | 1944                                                                            | 340                                                                             |

1. ↑  Tabela przedstawia informacje na temat samolotów w ich „normalnej” konfiguracji, z „normalnym” ładunkiem amunicji i zapasem paliwa w zbiornikach wewnętrznych. Nie uwzględnia jednak warunków pogodowych, zużycia silnika i płatowca,
oraz innych czynników wpływających na osiągi samolotu w konkretnym locie. Również w ramach jednego modelu, poszczególne samoloty nie były identyczne i mogły różnić się między sobą.
2. ↑  Moc (KM) przy starcie, na poziomie morza.
3. ↑  Sprężarka: liczba stopni / liczba biegów.
4. ↑  Śmigła: HS – Hamilton Standard, C – Curtiss, ZS – o zmiennym skoku, SP – o stałej prędkości.
5. ↑  Na poziomie morza, z wyjątkiem XF4F-1.
6. ↑  Pułap praktyczny w metrach.
7. ↑  Z masą startową 3533 kg.
8. ↑  Przy nieznanej masie startowej.
9. ↑  Z masą startową 3175 kg.

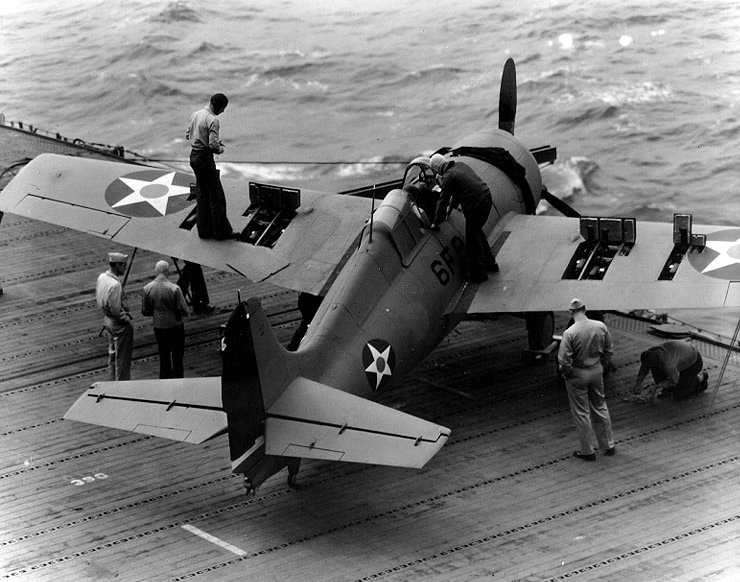
Rozmieszczenie sześciu karabinów maszynowych kal. 12,7 mm

Zastosowane w modelu F4F-4 uzbrojenie składało się z sześciu wielkokalibrowych karabinów maszynowych Browning M2 kalibru 12,7 mm, zamocowanych po trzy w panelach zewnętrznych obu skrzydeł, z zapasem 240 nabojów dla każdego z karabinów. Każdy z karabinów połączony był ze spustem w drążku za pomocą elastycznej przechodzącej pod podłogą kokpitu linki. Do każdego z karabinów doprowadzane było ogrzewane za pomocą kolektora spalin powietrze z silnika, zaś celowanie odbywało się za pomocą umieszczonego ponad panelem instrumentów w kokpicie celownika kolimatorowego. Pod skrzydłami możliwe było umieszczenie uchwytów dla bomb o wadze do 100 funtów (45 kg).
Opancerzenie samolotu składało się z płyty pancernej o wadze 150 funtów (68 kg), umieszczonej z przodu kokpitu w okolicach zbiornika oleju, szyba zaś przednia wykonana była z kuloodpornego szkła klejonego, zdolnego zatrzymać pocisk kalibru 7,7 mm. Na wniosek samych pilotów Grumman umożliwił wstawienie płyty pancernej za plecami pilota, co w późniejszym czasie stało się standardem produkcyjnym. Za plecami pilota znajdował się też system instalacji tlenowej. Samoloty wyposażone były system radiowy wysokiej częstotliwości, odbiorniki nawigacyjne – w tym umożliwiający odnalezienie własnego lotniskowca w morzu system YE-ZB, a także urządzenie IFF, w późniejszym zaś czasie także radio VHF.
| Data zamówienia  | Model samolotu      | Przedmiot zmiany                                                       |
| ---------------- | ------------------- | ---------------------------------------------------------------------- |
| 10 marca 1941    | F4F-3               | Umożliwienie instalacji kamery rejestrującej wystrzały                 |
| 8 kwietnia 1941  | F4F-3, 3A           | Instalacja radiowego systemu naprowadzania na lotniskowiec YE-ZB       |
| 25 kwietnia 1941 | F4F-3, 3A           | Wymiana systemu kontroli klap                                          |
| 28 maja 1941     | F4F-3               | Usunięcie automatyzacji awaryjnego pontonu samolotu                    |
| 29 maja 1941     | F4F-3               | Wzmocnienie ożebrowania skrzydeł                                       |
| 21 czerwca 1941  | F4F-3               | Wymiana kół i hamulców                                                 |
| 15 lipca 1941    | F4F-3               | Wzmocnienie owiewki kabiny                                             |
| 8 sierpnia 1941  | F4F-3, 3A, 4        | Instalacja płyt pancernych                                             |
| 3 września 1941  | F4F-3, 3A           | Instalacja kutego haka wyhamowującego                                  |
| 1 grudnia 1941   | F4F-3, 3A           | Modernizacja głównego podwozia                                         |
| 11 grudnia 1941  | F4F-3, 3A           | Instalacja samouszczelniających się zbiorników paliwa                  |
| 23 grudnia 1941  | F4F-3               | Instalacja systemu ogrzewania karabinów                                |
| 29 stycznia 1942 | F4F-3, 3A, 4, 7     | Instalacja awaryjnego odrzucania owiewki kokpitu                       |
| 28 lutego 1942   | F4F-3               | Wymiana celownika teleskopowego                                        |
| 23 kwietnia 1942 | F4F-3, 3A, 4, 7     | Instalacja wyrzutni flar sygnałowych                                   |
| 29 maja 1942     | F4F-3, 3A, 4        | Instalacja samouszczelniających się komór w awaryjnym zbiorniku paliwa |
| 6 czerwca 1942   | F4F-3, 3A, 4, 7     | Instalacja panoramicznego lusterka wstecznego                          |
| 18 czerwca 1942  | F4F-3, 3A, 4, 7     | Modernizacja pasów bezpieczeństwa pilota                               |
| 21 lipca 1942    | F4F-3, 3A, 4, 4B, 7 | Instalacja ochrony awaryjnego zbiornika paliwowego na wypadek kapotażu |
| 27 sierpnia 1942 | F4F-3, 3A, 4, 4B, 7 | Uszczelnienie kokpitu celem wykluczenia dopływu tlenku węgla           |
| 20 stycznia 1942 | F4F-3, 3A, 4, FM-1  | Instalacja wysokociśnieniowego kółka ogonowego                         |

## Służba
Pierwsze z tych samolotów otrzymała baza Naval Air Station w Norfolk w Wirginii, następnie zaś – w grudniu i styczniu następnego roku – eskadry myśliwskie VF-4 lotniskowca USS „Ranger” (CV-4) i VF-72 lotniskowca USS „Wasp” (CV-7), na których zastąpiły dwupłatowe F3F. Produkowane samoloty produkcji początkowej wyposażone były w cztery umieszczone w skrzydłach karabiny kalibru 12,7 mm, lecz pomimo że wojna w Europie pokazywała już taką potrzebę, żaden z tych samolotów nie miał jeszcze opancerzonej kabiny ani też samouszczelniających się zbiorników paliwa.

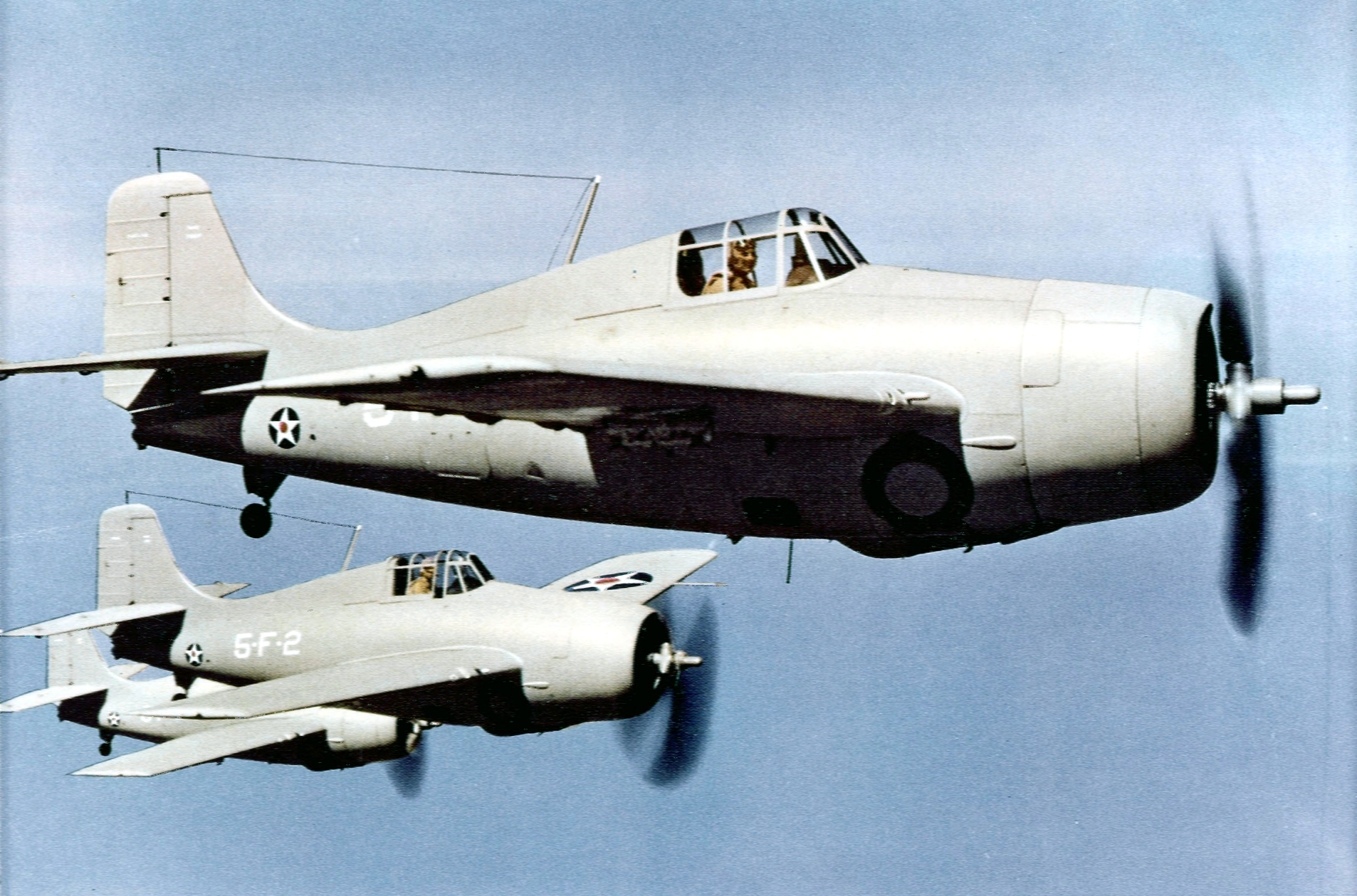
F4F-3 Wildcat z eskadry VF-5 lotniskowca USS „Yorktown” (CV-5) w 1941 roku

F4F były jednak pierwszymi wprowadzonymi do służby samolotami z dwustopniową sprężarką. Prawdopodobnie w tym czasie miało miejsce pierwsze – przeprowadzone na lotniskowcu USS „Ranger” – lądowanie F4F na pokładzie, podczas gdy wszystkie wcześniejsze lądowania „pokładowe” miały charakter symulowany i odbywały się w Naval Aircraft Faktory. Wkrótce wykształcił się standard organizacyjny, w którym – z wyjątkiem „Rangera” – z czterech eskadr każdego lotniskowca, jedna stanowiła eskadrę myśliwską składającą się z 18 F4F. Przekształcona w międzyczasie w VF-42 eskadra VF-4, po przeniesieniu na USS „Yorktown” (CV-5), odegrała istotną rolę w bitwach na Morzu Koralowym i pod Midway.
Do końca 1941 roku Grumman dostarczył marynarce 345 samolotów, 7 grudnia tego roku jednak, znajdująca w San Diego USS „Saratoga” (CV-3), miała jedynie 10 Wildcatów – siedem w wersji F4F-3, dwa F4F-3A oraz jeden XF4F-4 (jedyny zbudowany prototyp). W przededniu wybuchu wojny na Pacyfiku, Wildcaty były jednak na wyposażeniu siedmiu z ośmiu eskadr myśliwskich marynarki oraz trzech z czterech eskadr korpusu piechoty morskiej. Jedynym lotniskowcem wciąż używającym Brewsterów w swojej eskadrze VF-2, był USS „Lexington” (CV-2). 24 grudnia 1941 roku, 15 Grumman F4F-3 Wildcat eskadry myśliwskiej VF-8 wylądowało na pokładzie USS „Hornet” (CV-8), rozpoczynając tworzenie Hornet Air Group, dopiero co oddanego do służby trzeciego i ostatniego lotniskowca typu Yorktown.
F4F-3 był łatwym samolotem w pilotażu, toteż był lubiany przez jego pilotów. Piloci sami też dokonywali modyfikacji F4F-3. Pod koniec stycznia 1942 roku, jeden z pilotów eskadry myśliwskiej VF-6 lotniskowca USS „Enterprise” (CV-6), poprosił swojego dowódcę kmdr. Wade’a McClusky’ego o zgodę na instalację pochodzących z okrętowego kotła fragmentów stalowej płyty o grubości 3/8 cala (9,5 mm) za siedzeniami pilotów F4F jego eskadry. Zmierzająca do ochrony pilotów propozycja, została zaakceptowana i ostatecznie stała się oficjalną i rutynową procedurą. Wraz z pojawieniem się F4F-4 z jego składanymi skrzydłami, część pilotów była sceptycznie do niego nastawiona. Piloci byli wprawdzie zadowoleni ze zwiększenia liczby karabinów z czterech do sześciu, odnosili się jednak nieufnie do samej koncepcji składanych skrzydeł, obawiając się o możliwość ich złożenia się podczas lotu.

### Wojna na Pacyfiku

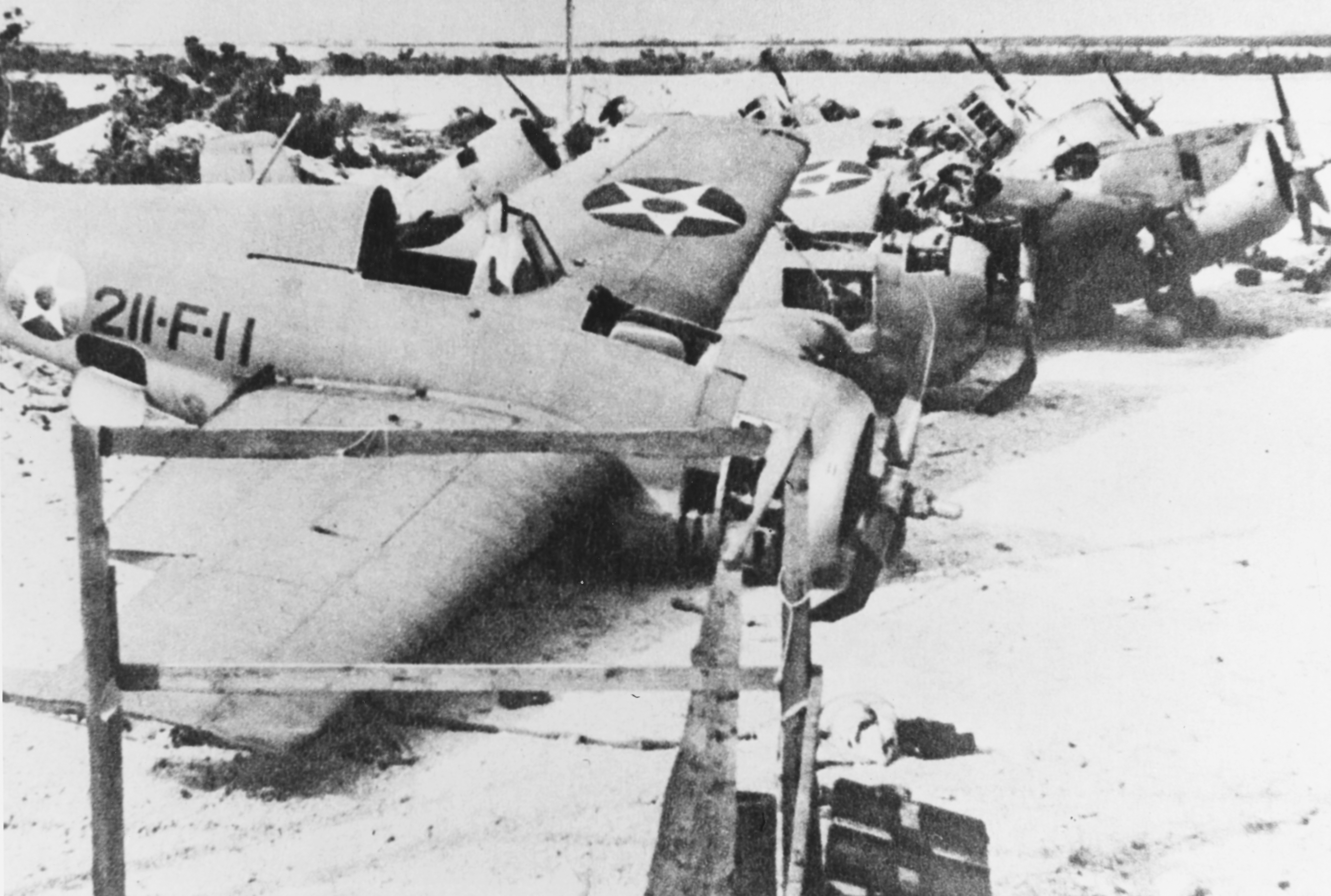
Wraki Wildcatów zniszczonych bombardowaniem na wyspie Wake. Na kadłubie najbliższego z samolotów, widoczne indywidualne oznaczenie samolotu, przyporządkowujące go do 211 eskadry myśliwskiej marines (211 [eskadra] F [fighter] 11 [w eskadrze]). Samoloty te zostały dostarczone na Wake zaledwie kilka dni przed japońskim atakiem, na pokładzie lotniskowca USS „Enterprise” (CV-6).

Japoński atak na Pearl Harbor 7 grudnia 1941 roku zastał trzy amerykańskie lotniskowce na Pacyfiku, żaden z nich nie był jednak w samej bazie Pearl Harbor, toteż jedynymi Wildcatami, które ucierpiały z jego powodu, było 11 należących do piechoty morskiej VMF-211 F4F na lotnisku Ewa, z których dziewięć zostało zniszczonych lub poważnie uszkodzonych ostrzałem z japońskich myśliwców pokładowych. Tuż przed japońskim atakiem wracający z wyspy Wake lotniskowiec USS „Enterprise” (CV-6) wysłał do Pearl Harbor grupę bombowców nurkujących Douglas SBD Dauntless, które zaatakowane nad Hawajami przez japońskie samoloty, wysłały alarmową wiadomość na własny okręt macierzysty. Spowodowało to zainicjowanie przez adm. Williama Halseya na jego pokładzie, pierwszych w tej wojnie bojowych patroli powietrznych (CAP) Wildcatów

#### Wake i pierwsze rajdy amerykańskie
Cztery dni przed japońskim atakiem na Pearl Harbor grupa 12 Wildcatów eskadry VMF-211 została przez „Enterprise” dostarczona na osamotnioną na środkowym Pacyfiku Wake. Niewielki amerykański garnizon na tej wyspie został wprawdzie poinformowany o ataku na Hawaje, na wyspie nie było jednak żadnego radaru, toteż Wildcaty rozpoczęły patrole CAP. 8 grudnia, gdy cztery F4F prowadziły patrol na wysokości 3600 metrów, grupa 34 japońskich bombowców Mitsubishi G3M „Nell” z bazy na Kwajalein, korzystając z osłony chmur przeprowadziła atak z wysokości 457 metrów. W wyniku japońskiego ataku na Wake zostało zniszczonych siedem z ośmiu znajdujących się na ziemi F4F. W czasie następującej po tym obrony wyspy przed japońskim desantem zginął między innymi kmdr Henry Elrod, który w 1946 roku został pośmiertnie odznaczony Medalem Honoru, za chronologicznie pierwszy akt heroizmu pilota F4F. W trakcie obrony Wake Wildcaty uzyskały jednak swoje pierwsze w tej wojnie sukcesy. Cztery ocalałe z bombardowań samoloty ostrzeliwały z broni pokładowej transportowce, niszczyciele oraz lekkie krążowniki japońskiego zespołu desantowego, uszkadzając kilka z nich, jeden zaś z F4F – pociskami karabinów 12,7 mm bądź też bombą 45 kg – trafił w wyrzutnię bomb głębinowych, która eksplodując rozerwała niszczyciel „Kisaragi”. Piloci Wildcatów zgłosili zestrzelenie w czasie obrony Wake ośmiu japońskich samolotów, podczas gdy ze źródeł japońskich wynika, iż w walkach o wyspę kraj ten stracił 10 maszyn, w tym jedną od ognia przeciwlotniczego.
Obrona wyspy Wake była debiutem bojowym F4F Wildcat w wojnie na Pacyfiku. Samoloty te były następnie zaangażowane we wszystkie rajdy amerykańskich lotniskowców pierwszej połowy 1942 roku. Pierwszym z nich był rajd lotniskowca USS „Lexington” (CV-2) na Rabaul i atol Maloelap, podczas którego kpt. Edward O’Hare na swoim F4F-3 zestrzelił pięć atakujących „Lexingtona” japońskich bombowców Mitsubishi G4M „Betty”, stając się dzięki temu drugim pilotem amerykańskiej marynarki w trakcie obu wojen światowych, który uzyskał status asa. W następującym po tym rajdzie na wyspy Marshalla, grupa sześciu Wildcatów eskadry VF-6 lotniskowca „Enterprise” za pomocą karabinów i bombami 45 kg zaatakowała lotnisko na wyspie Taroa, po czym kilka z nich zostało zaatakowanych przez 11 japońskich myśliwców Mitsubishi A5M „Claude”. A5M nie były tak sprawne jak wywodzące się z nich A6M „Zero”, toteż Wildcatom udało się zestrzelić jeden A5M i wykorzystując swoją przewagę szybkości wyjść z walki z niemal czterokrotnie przeważającymi liczbowo siłami przeciwnika. Zniszczony jednak „Claude”, został pierwszym myśliwcem przeciwnika zestrzelonym przez F4F bazujące na amerykańskich lotniskowcach. W maszynie Jima Graya, który dokonał zestrzelenia, po wylądowaniu na „Enterprise” znaleziono ponad 30 śladów po trafieniach japońskimi pociskami, z czego około 15 trafiło w prowizoryczną osłonę pancerną za plecami pilota.
18 kwietnia 1942 roku startujące z pokładu „Horneta” bombowce North American B-25 Mitchell przeprowadziły atak na Tokio i inne miasta japońskie, podczas gdy 27 Wildcatów F4F-3 i F4F-4 operujących z pokładu „Enterprise” zapewniało osłonę lotniczą dla całego zespołu Task Force 16. Wtedy też myśliwce Grummana – wraz z krążownikami – zatopiły „Nitto Maru” i inne japońskie jednostki dozorujące, które wykryły amerykański zespół i zmusiły bombowce płk. Doolittle’a do wcześniejszego niż to było zaplanowane startu.

#### Morze Koralowe i Midway

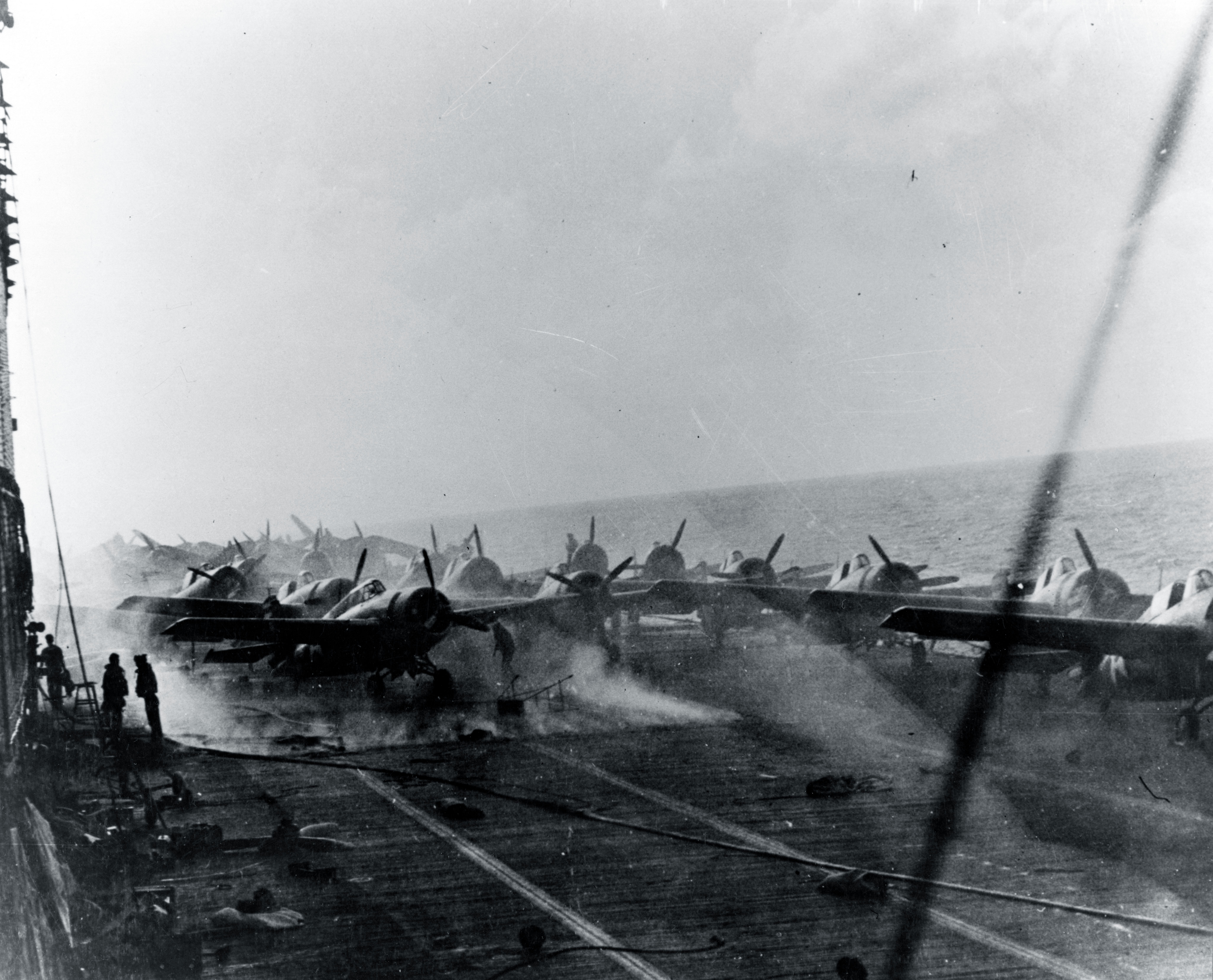
F4F Wildcat (skrajnie z lewej strony) na pokładzie startowym płonącego we wnętrzu „Lexingtona”

Pod koniec kwietnia 1942 roku Japonia gromadziła siły do desantu na Port Moresby na Nowej Gwinei w ramach operacji MO. Celem zapobieżenia temu, dowodzący od 31 grudnia poprzedniego roku Flotą Pacyfiku adm. Chester Nimitz, wydając Plan Operacyjny nr 23-24, wysłał na południowo-zachodni Pacyfik lotniskowce USS „Lexington” (CV-2) i „Yorktown” (CV-5). Rozkaz ten doprowadził do bitwy na Morzu Koralowym – pierwszej z pięciu wielkich bitew lotniskowców podczas zmagań na Pacyfiku. Podczas dwóch głównych dni bitwy, z „Yorktowna” operowało 20 myśliwców F4F-3 eskadry VF-42 oraz 22 F4F-3 z pokładu startowego VF-2 „Lexingtona”. Główne starcie lotniskowców rozpoczęło się 7 maja, gdy Wildcaty zestrzeliły dziewięć japońskich samolotów (osiem torpedowych Nakajima B5N „Kate” i jeden bombowiec nurkujący Aichi D3A „Val”) usiłujących o zmroku zaatakować lotniskowce admirała Franka Fletchera, przy stracie trzech F4F.
Następnego dnia piloci eskortujących Devastatory Wildcatów zdołali obronić powolne bombowce torpedowe przez atakami „Zero” – żaden z nich nie został zestrzelony i wszystkie zdołały zrzucić swoje torpedy, aczkolwiek żadna z nich nie trafiła „Shōkaku”. Wśród amerykańskich samolotów, zestrzelone zostały trzy Wildcaty i jeden Dauntless, z 13 zaś „Zero” japońskiego CAP dwa zostały zestrzelone, jeden zaś uszkodzony przez F4F.
17 pozostawionych do obrony TF17 F4F amerykańskiego CAP nie zdołało jednak obronić TF17 przed atakiem 69 samolotów z „Shōkaku” i „Zuikaku”. O ile przy tym Wildcaty były w stanie zestrzelić 3 „Vale” i jeden „Kate”, nad amerykańskim zespołem nie został zestrzelony żaden A6M „Zero”, przy stracie własnej czterech F4F. Japońskim samolotom udało się uszkodzić „Yorktowna” (w stopniu nie zagrażającym jego pływalności) i zadać „Lexingtonowi” poważne uszkodzenia, które doprowadziły do eksplozji pod pokładem i konieczności jego zatopienia. Wraz z „Lexingtonem” zatonęło dziewięć Wildcatów, natomiast na „Yorktownie” pozostało po bitwie 13 zdatnych do lotu F4F, w tym sześć z „Lexingtona”. Pierwsze zwarcie lotniskowców doprowadziło jednak do wyciągnięcia istotnych dla walki Wildcatów z „Zero” wniosków – przede wszystkim w postaci konieczności utrzymania wysokiej prędkości, przewagi wysokości i konieczności wspólnego działania. Ostateczne kalkulacje doprowadziły bowiem do ustalenia, że w bezpośrednich starciach z „Zero” Wildcaty przegrały 6 do 3.

##### Splot Thacha
4 czerwca cztery lotniskowce admirała Nagumo zaatakowały Midway, celem wciągnięcia amerykańskich okrętów lotniczych w pułapkę. Bazujące na wyspie 20 F2A-3 Brewster i siedem F4F-3 nie było w stanie powstrzymać japońskiego ataku i A6M zestrzeliły 13 Brewsterów oraz dwa F4F. Wildcaty pokładowe natomiast po raz pierwszy starły się japońskimi myśliwcami CAP podczas ataku eskadry torpedowej VT-3, ochranianej przez sześć Wildcatów pod dowództwem Johna Thacha. Amerykańska marynarka wyciągnęła jednak wnioski z Morza Koralowego, zmieniając taktykę walki powietrznej. Wiążąc bowiem atakujące „Zero”, Thach raz pierwszy zastosował opracowaną przez siebie po poprzedniej bitwie taktykę określaną jako „Thach Weave” (splot Thacha), w którym dwa lecące równolegle Wildcaty jednocześnie wykonywały pętlę w przeciwnych kierunkach, osłaniając w ten sposób przestrzeń za samolotem partnera. Taktyka ta okazała się wystarczająco skuteczna, aby przy zaskoczeniu japońskich pilotów nowym sposobem walki Amerykanów, trzy zaangażowane F4F zestrzeliły cztery z 15 do 20 wiązanych przez nie myśliwców A6M, przy stracie jednego Wildcata. Pozostałe dwa Wildcaty nie wzięły chwilowo udziału w tej walce i towarzyszyły próbującym oddalić się powolnym Devastatorom. Towarzysząca eskadrze VT-3 część eskadry VF-3 nie zdołała wprawdzie obronić bombowców torpedowych, kilka godzin później – przynajmniej na kilka dni – ocaliła jednak atakowany przez bombowce nurkujące i torpedowe lotniskowca „Hiryu” USS „Yorktown” (CV-5).

#### Kampania na Salomonach
Bitwy na Morzu Koralowym oraz pod Midway pokazały jednak potrzebę zwiększenia liczby samolotów myśliwskich na pokładach lotniskowców oraz samolotów o większym zasięgu do eskorty powolnych bombowców nurkujących i torpedowych. Dzięki wprowadzeniu do służby F4F-4 ze składanymi skrzydłami większą liczba samolotów pojawiła się już w lipcu 1942 roku, kiedy eskadra VF-5 z USS „Saratoga” miała 34 samoloty, VF-6 „Enterprise” dysponowała 34 maszynami, zaś VF-71 „Waspa” zaś 29 F4F-4.

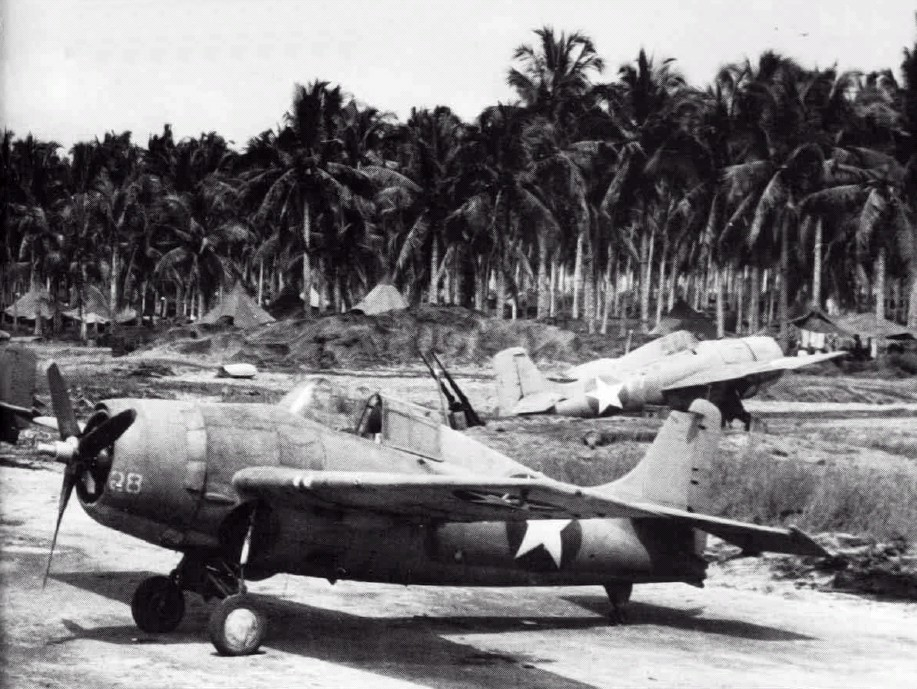
Należące do „Cactus Air Force” Wildcaty na lotnisku Henderson Field

7 sierpnia 1942 roku, podczas pierwszej amerykańskiej operacji ofensywnej tej wojny, 1. dywizja piechoty morskiej wylądowała na wyspie Guadalcanal, gdzie opanowała budowane przez Japończyków strategicznie położone lotnisko między Nową Gwineą a Nowymi Hebrydami, przecinające linie komunikacyjne między Stanami Zjednoczonymi a Australią. Zapoczątkowana lądowaniem na Guadalcanalu operacja Watchtower rozpoczęła półroczną krwawą kampanię na Wyspach Salomona, naznaczoną nieprzerwaną serią bitew lądowych, morskich i powietrznych, w której Wildcaty odegrały bardzo dużą rolę. Już następnego dnia po wylądowaniu na Guadalcanalu, po starcie z lotniskowca eskortowego USS „Long Island” (CVE-1), F4F wzięły aktywny udział w lądowej bitwie nad Alligator Creek, prowadząc ostrzał żołnierzy jednostki płk. Kiyanao Ichikiego. Przyczyniły się wówczas do całkowitej likwidacji dowodzonego przez niego 2. batalionu 28. pułku piechoty, w pierwszej japońskiej próbie odbicia lotniska Henderson Field. Operujące w ramach „Cactus Air Force” F4F piechoty morskiej przez następne kilka miesięcy broniły żołnierzy amerykańskich przed nalotami japońskich bombowców oraz zwalczały konwoje dostarczające na wyspę wzmocnienia i zaopatrzenie dla wojsk japońskich na wyspie. Startujące zaś z pokładów amerykańskich lotniskowców Wildcaty amerykańskiej marynarki odegrały jedną z kluczowych ról w serii bitew powietrznych i powietrzno-morskich, w tym w największych bitwach lotniskowców koło wschodnich Wysp Salomona i pod Santa Cruz.
Startujące z Guadalcanalu samoloty kolejno dostarczanych tam eskadr myśliwskich, w zwalczaniu japońskich dwusilnikowych bombowców średnich, bombowców nurkujących oraz samolotów myśliwskich osiągnęły stosunek zestrzeleń do strat własnych około 5:1. 23 października F4F z dwóch eskadr marines i jednej eskadry marynarki zestrzeliły 20 „Zero” i cztery japońskie bombowce, co stanowiło najcięższe japońskie straty od początku kampanii. Podczas następującej zaraz po bitwie o Henerson Field bitwy lotniskowców pod Santa Cruz, pokładowe 34 F4F z VF-10 lotniskowca „Enterprise” i 36 Wildcatów VF-72 z USS „Hornet” (CV-8), zaangażowane były w amerykańskie ataki na lotniskowce admirałów Nobutake Kondō i Chūichiego Nagumo, prowadziły też krwawe walki w obronie dwóch własnych lotniskowców. W obronie USS „Enterprise” Stanley Vejtasa w jednym locie zniszczył siedem atakujących jego okręt samolotów torpedowych Nakajima B5N „Kate”. Wśród eskadr operujących z Guadalcanalu, należąca do marines eskadra VMF-121 w ciągu 122 dni zgłosiła 161 i ½ zestrzelenia, przy stracie 20 pilotów z wszelkich przyczyn. Dużą rolę w sukcesie Wildcatów z Henderson Field odegrał brak elastyczności japońskich pilotów myśliwskich, którzy przywiązani byli do jednej niezmiennej taktyki, a także duża odległość między Rabaulem a Guadalcanalem.
Do lutego 1943 roku japoński opór na Wyspach Salomona ustał, wtedy też swój debiut bojowy w eskadrach marines miały Vought F4U Corsair, które stopniowo zastąpiły Wildcaty. F4F sporadycznie brały jeszcze udział w walkach powietrznych, zaś 7 kwietnia James Swett w ciągu 15 minut zestrzelił siedem japońskich bombowców nurkujących Aichi D3A „Val”, w akcji za którą został odznaczony Medalem Honoru. Wtedy też Wildcaty zaczęły być zastępowane na pokładach dużych lotniskowców przez ich następcę z fabryki na Long Island, Grumman F6F Hellcat, co zostało zakończone do jesieni 1943 roku. Do września 1943 roku z eskadr bojowych wycofano wszystkie Wildcaty, zaś w oficjalnych statystykach marynarki i piechoty morskiej samolotom tym uznano 603 potwierdzone zwycięstwa powietrzne, przy stratach własnych wynoszących 178 samolotów. Wynikający stąd stosunek zestrzeleń do strat własnych (kill ratio) wynoszący 3,3:1 jest prawdopodobnie zawyżony i bliższy był zapewne do 2:1, został jednak osiągnięty w warunkach rzeczywistej przewagi A6M nad F4F w wielu aspektach.

#### Operacje z lotniskowców eskortowych

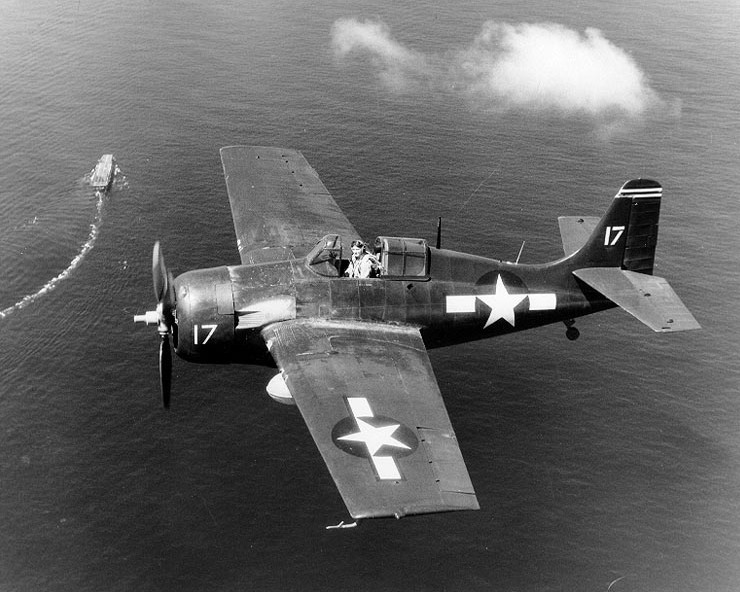
FM-2 nad USS „Santee” (CVE-29)

Wycofanie F4F-4 z pokładów lotniskowców floty nie oznaczało końca służby bojowej Wildcatów. W drugiej połowie 1943 roku na pokłady lotniskowców eskortowych weszła bowiem najnowsza wersja Wildcata – Wilder Wildcat. Górujące charakterystykami nad pierwowzorem samoloty w latach 1944–1945 zestrzeliły łącznie 422 maszyny japońskie.

##### Bitwa pod Samar
Pierwszą operacją bojową wiążącą się z dużą liczbą FM-2 była bitwa w zatoce Leyte, podczas której lotniskowce eskortowe operowały w ramach Task Force 77.4 oraz trzech grup taktycznych Taffy 1, Taffy 2 oraz Taffy 3, gdzie ogółem lotniskowców eskortowych dowodził adm. Thomas Sprague.

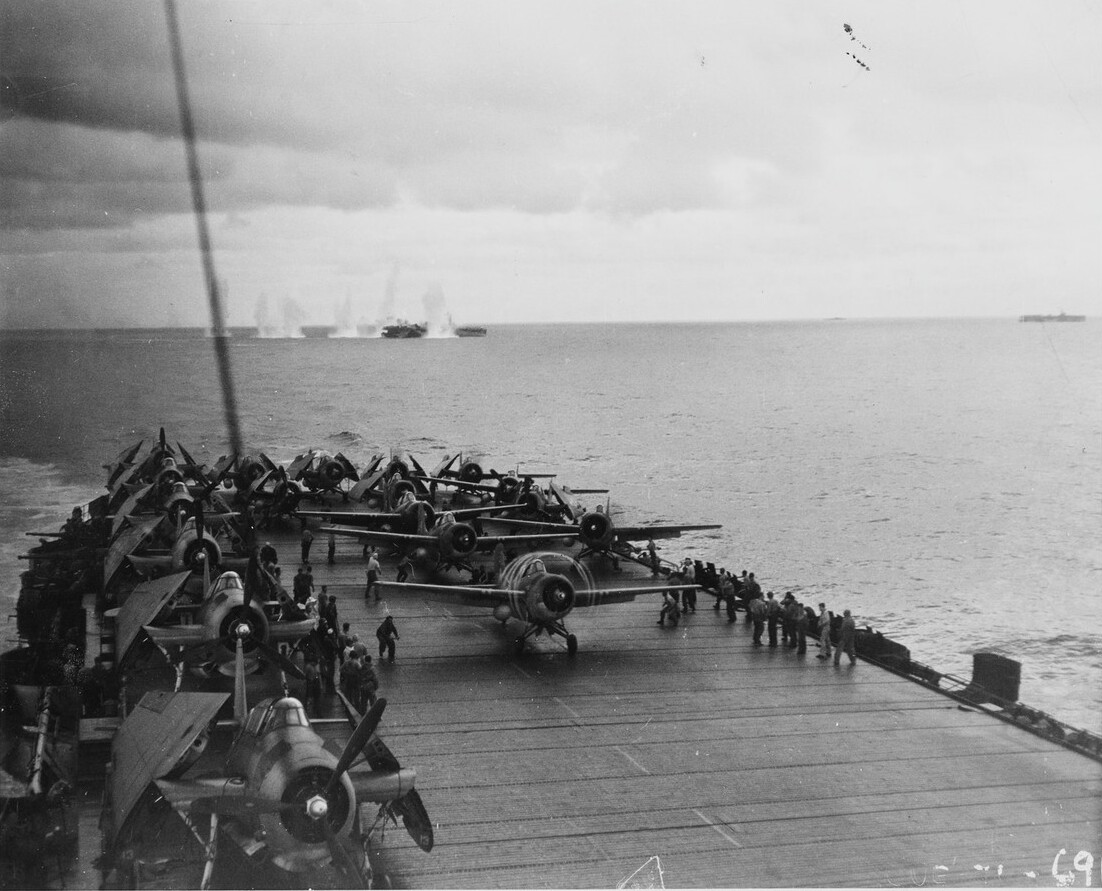
FM-2 rozpoczynające starty z USS „Kitkun Bay” (CVE-71) podczas bitwy pod Samar. W głębi widoczne eksplozje wokół ostrzeliwanego przez japońskie okręty USS „White Plains” (CVE-66).

Wszystkie lotniskowce Sprague’a wspierające powrót gen. Douglasa MacArthura na Filipiny, obok 40 Hellcatów i 170 Avengerów, dysponowały 228 Wildcatami. 24 października 1944 roku Wildcaty z USS „Kalinin Bay” (CVE-68) zestrzeliły 21 z 22 atakujących bombowców Kawasaki Ki-48 „Lilly”. Gdy jednak następnego dnia zespołowi okrętów admirała Takeo Kurity udało się przejść przez Cieśninę San Bernardino, w okolicy wyspy Samar FM-2 musiały bronić swoich lotniskowców eskortowych Taffy 3 przed atakiem czterech pancerników, ośmiu krążowników i 11 niszczycieli. Przy brawurowym ataku niszczyciela USS „Johnston” (DD-557), a w ślad za nim innych niszczycieli eskorty, myśliwskie Wildcaty z Taffy 3 i Taffy 2 podjęły walkę zespołem z pancerników i krążowników, usiłując opóźnić atak japońskich okrętów, celem umożliwienia ucieczki lotniskowcom.
Walcząc między innymi z pancernikiem „Yamato”, Wilder Wildcats wraz z Avengerami i eskadrą niszczycieli zdołały obronić większość lotniskowców, przede wszystkim zaś zdołały obronić transportowce generała MacArthura. Nie mogąc jednak lądować na uciekających i nie mogących przez to przyjmować samolotów lotniskowcach eskortowych Taffy 3, z braku paliwa musiały lądować na dopiero co zdobytym i niegotowym jeszcze do operacji lotniczych lądowisku Tacloban na wyspie Leyte. Podczas bitwy w wyniku ognia artyleryjskiego oraz ataków kamikaze, zatopione jednak zostały lotniskowce „Gambier Bay” (CVE-73) i „St. Lo” (CVE–63), a wraz z nimi szereg FM-2.

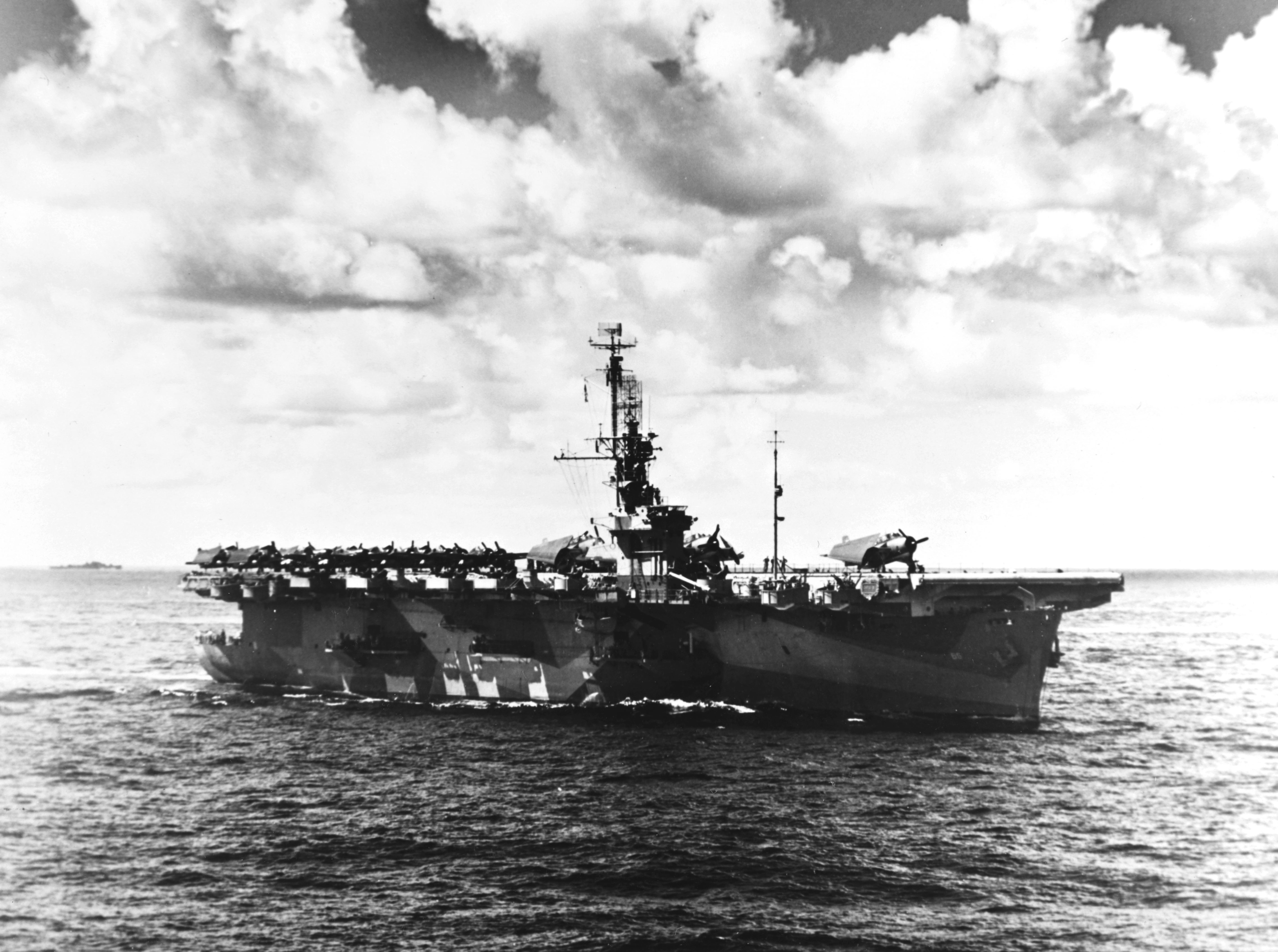
Wilder Wildcaty na pokładzie USS „Wake Island” (CVE-65) w styczniu 1945 roku

Do stycznia 1945 roku, 21 lotniskowców eskortowych operujących na zachodnim Pacyfiku przenosiło 375 FM-2. Pewnym wyjątkiem w tym zakresie był USS „Kitkun Bay” (CVE-71), którego grupa lotnicza – obok Avengerów – składała się z 16 tradycyjnych Wildcatów i jedynie jednego FM-2P – polowej modyfikacji, która przejmując rolę F4F-7 została ostatnią wersją rozpoznawczą Wildcata.

##### Inne operacje desantowe
Największa liczba Wilder Wildcat zgromadzona była na pokładzie USS „Wake Island” (CVE-65), przenoszącym 28 FM-2 eskadry VOC-1. Okręt ten jest też modelowym przykładem działań FM-2. Samoloty te zastąpiły F6F na jego pokładzie, zaś na początku roku 1945 okręt przepłynął z Atlantyku na Pacyfik, gdzie jego samoloty prowadziły misje wsparcia na Luzonie. W lutym i w marcu Wildcaty tego okrętu uczestniczyły w bitwie o Iwo Jimę. Z jego pokładu, w ciągu długiej kampanii wszystkie samoloty wykonywały dwa–trzy loty dziennie w uzbrojone w sześć pocisków rakietowych, od czasu do czasu natomiast w dwie bomby. Działały wówczas także jako samoloty wskazywania celów lądowych dla pancerników, krążowników i niszczycieli.
Następnym wielkim teatrem działania FM-2 był desant i trzymiesieczna bitwa o Okinawę. Po trafieniu jednak USS „Wake Island” przez kamikaze, okręt musiał zostać wycofany na Guam do naprawy, zaś jego eskadra VOC-1 została wraz ze swoimi Wildcatami przerzucona na USS „Marcus Island” (CVE-77), z którego w dalszym ciągu brała udział w bitwie. Do tego czasu VOC-1 straciła 2 pilotów nad Okinawą, kolejnych trzech zginęło, gdy eskadra operowała z „Marcus Island”. Podczas wywołanej największym desantem morskim wojny na Pacyfiku – i jednej z największych operacji desantowych w historii – bitwy, główny ciężar obrony sił desantowych dźwigały lotniskowce floty. Również jednak lotniskowce eskortowe wniosły swój wkład, zwłaszcza podczas zwalczania japońskich kamikaze. Startujące z nich FM-2 w dalszym ciągu prowadziły też ostrzał celów lądowych i wskazywania celów dla artylerii okrętowej. W trakcie swoich misji nad Okinawą i siecią mniejszych wysp między Okinawą a Iwo Jimą, mieszczących niewielkie lotniska, Wildcaty często napotykały silny ogień przeciwlotniczy, i wiele z nich wracało na swoje okręty z przestrzeleniami i uszkodzonymi silnikami.
Utworzona w grudniu 1943 roku eskadra została rozwiązana z końcem czerwca 1945 roku na Guam. Podczas stosunkowo krótkiego okresu istnienia eskadry, samoloty VOC-1 spędziły 26 000 godzin w powietrzu, z czego 12 994 godziny przypadły na loty bojowe odbyte w operacjach wokół Filipin, Iwo Jimmy i Okinawy. Stanowiło to największą liczbę wylatanych godzin bojowych spośród wszystkich eskadr lotniczych US Navy. Mimo swojego przeznaczenia w pierwszym rzędzie do wspomagania ognia artyleryjskiego z okrętów, przy utracie ośmiu swoich pilotów, Wildcaty VOC-1 odniosły ogółem 20 zwycięstw w walkach powietrznych na obszarze Pacyfiku, co uplasowało ją na trzecim miejscu spośród wszystkich eskadr FM-2.

### Operacje na Atlantyku

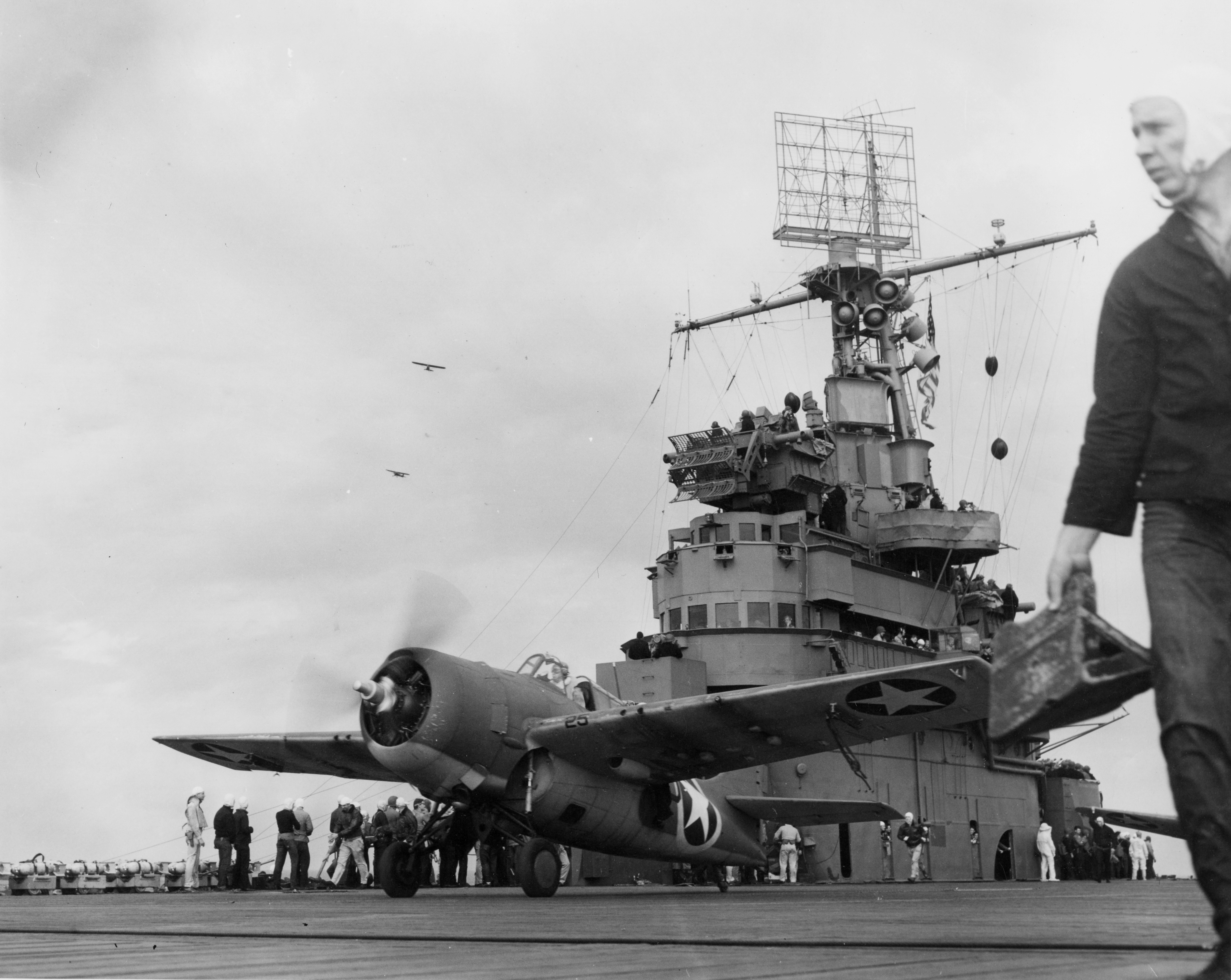
F4F-4 Wildcat z eskadry VF-41 startujący 8 listopada 1942 roku z lotniskowca USS „Ranger” (CV-4), podczas alianckiego lądowania w Maroku

Gdy wokół Salomonów na południowym Pacyfiku trwała wojna na wyczerpanie, na Atlantyku alianci przygotowywali się do inwazji na Afryke Północną. Od 8 do 20 listopada 1942 roku Wildcaty zapewniały osłonę powietrzną operacji „Torch”. Wzięło w niej udział 27 F4F-4 z eskadry VF-41 lotniskowca USS „Ranger” (CV-4), 29 z lotniskowca eskortowego USS „Suwannee” (CVE-27) oraz 12 z „Sangamon” (CVE-26). Wobec niewielkiej opozycji lotnictwa państw „Osi”, Wildcaty prowadziły wówczas głównie operacje wsparcia lądujących wojsk Sprzymierzonych – bombardowania i ostrzału celów lądowych. Odniosły jednak wówczas zarówno zwycięstwa w walkach powietrznych, jak i straty. Piloci F4F zgłosili zestrzelenie 26 samolotów (w tym, być może, dwóch brytyjskich), przy pięciu znanych stratach własnych w walkach z samolotami sił wiernych rządowi Vichy, przy czym Francuzi oficjalnie przyznali się do straty 25 samolotów w powietrzu. Całkowite straty operacyjne z wszelkich przyczyn wśród Wildcatów wyniosły wówczas 25 maszyn, przy 11 stratach w wyniku działania sił przeciwnika.
Oprócz operacji „Torch” F4F uczestniczyły w działaniach ZOP przeciw niemieckim U-Bootom, a od 2 do 4 października 1943 roku także w anglo-amerykańskiej operacji „Leader” przeciw niemieckiej żegludze ma Morzu Arktycznym. W jej ramach Wildcaty z „Rangera” zestrzeliły rozpoznawcze Junkers Ju 88 oraz Heinkel He 115, które stały się w ten sposób pierwszymi niemieckimi samolotami zestrzelonymi przez pilotów US Navy.

#### Działania przeciw U-Bootom

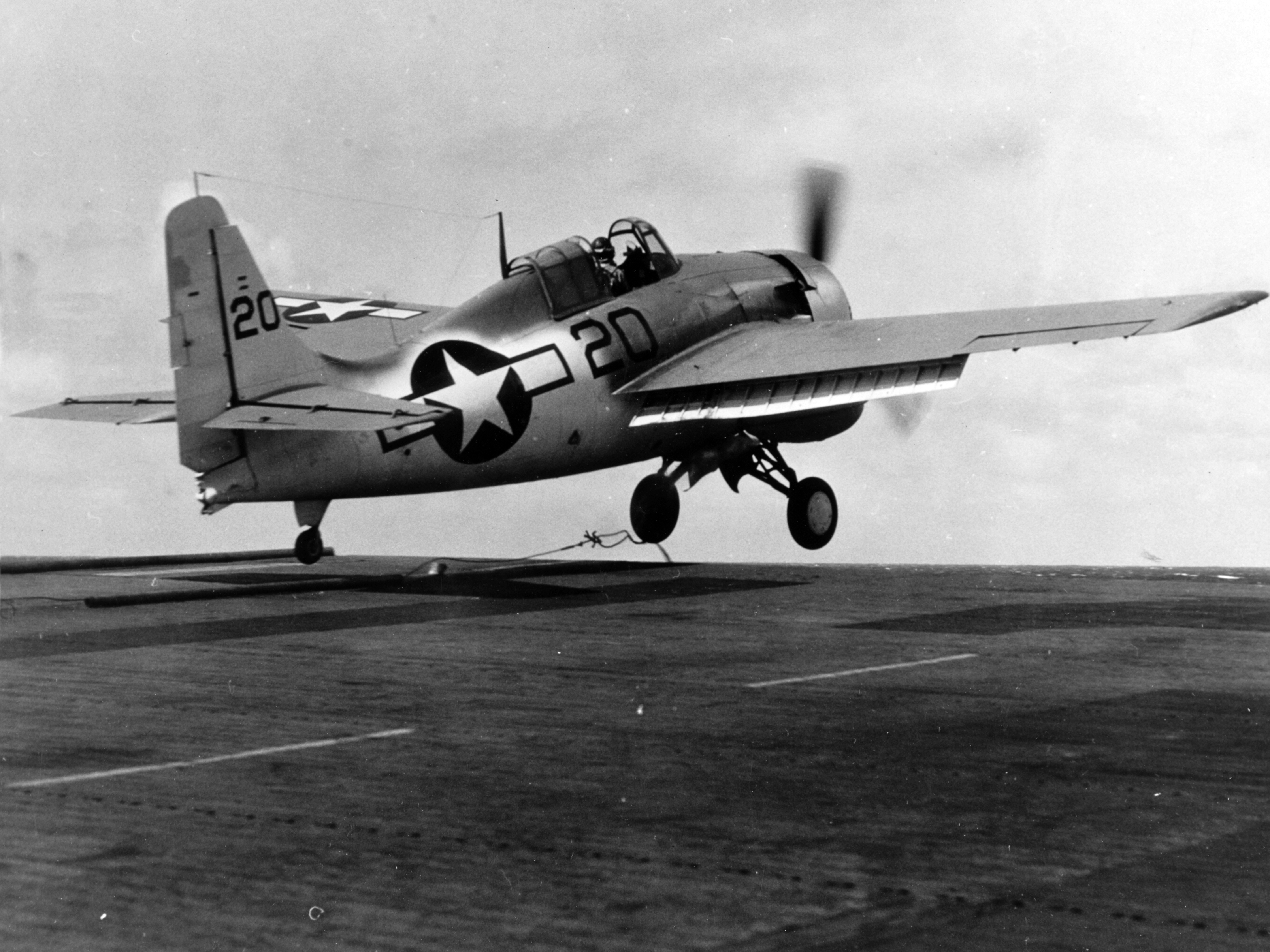
FM-2 Wildcat 12 kwietnia 1944 roku startujący na północnym Atlantyku z lotniskowca eskortowego USS „Core” (CVE-13)

Amerykańskie Wildcaty pozostawały na Atlantyku przez 18 miesięcy bitwy o Atlantyk, gdy od 1943 do 1945 roku United States Navy utrzymywała na tym akwenie 11 lotniskowców eskortowych z łącznie 15 eskadrami, składającymi się przeciętnie z 12 Avengerów i dziewięciu Wildcatów. Eskadry te były specjalnymi jednostkami wyszkolonymi w zwalczaniu okrętów podwodnych, zaś tylko latem 1944 roku, zatopiły 29 U-Bootów. Pierwszym z tych lotniskowców był USS „Bogue” (CVE-9), który rozpoczął służbę konwojową w marcu 1943 roku, a do końca wiosny tego roku jego Wildcaty i Avengery zatopiły trzy U-Booty. Standardowa procedura ZOP przewidywała działania w Wildcatów i Avengerów w parach, podczas których – celem zduszenia ich ognia przeciwlotniczego – Wildcaty ostrzeliwać miały wynurzone U-Booty z broni pokładowej, po czym Avengery atakować je miały bombami lub pociskami rakietowymi. W razie niepowodzenia tak przeprowadzonego ataku, okręt podwodny który zdołał się zanurzyć, powinien zostać zaatakowany za pomocą przenoszonej przez TBD torpedy akustycznej Mark 24 „Fido”. Taktyka ta nie zawsze jednak sprawdzała się – admirał Karl Dönitz rozkazał bowiem swoim okrętom pozostawanie na powierzchni i aktywną obronę za pomocą działek kalibru 20, a czasami nawet 37 mm. 8 czerwca 1943 roku znajdujący się na powierzchni U-758 za pomocą swojej baterii poczwórnych działek 20 mm zdołał obronić się przed atakiem dwóch Avengerów i kilku Wildcatów. 13 lipca natomiast U-487 typu XIV, zanim został zatopiony przez TBD, zestrzelił w ten sposób Wildcata. W ten sam sposób, niemieckie U-Booty zdołały zestrzelić kilka innych samolotów. W maju 1944 roku niemiecki U-549 zatopił natomiast USS „Block Island” (CVE-21), który stał się w ten sposób jedynym amerykańskim lotniskowcem zatopionym na europejskim teatrze wojny, jego Wildcaty zaś miały wcześniej udział w zatopieniu trzech U-Botów.
Jesienią 1943 roku stare F4F-4 zostały zastąpione na Atlantyku przez FM-1, od marca zaś 1944 roku przeciwpodowdne operacje hunter-killer zostały przejęte przez FM-2. Spektakularny sukces Wildcaty odniosły 4 czerwca 1944 roku, gdy dwa samoloty tego typu odegrały kluczową rolę w zajęciu i przechwyceniu U-505 – pierwszego od 130 lat nieprzyjacielskiego okrętu przejętego przez US Navy na pełnym morzu.
Na pokładach amerykańskich lotniskowców Wildcaty brały udział w operacjach bojowych przez 36 miesięcy działań na europejskim teatrze wojny – od dostarczania zaopatrzenia na Maltę przez USS „Wasp” (CV-7) w maju 1942 roku do Dnia Zwycięstwa w maju 1945 roku. Uczestniczyły wówczas w operacjach CAP, operacjach „wymiatania” nad lądem, rozpoznania fotograficznego, wykonywały uderzenia na cele lądowe i prowadziły patrole przeciwpodwodne.

### Działania w Royal Navy
Po przejęciu przez Wielką Brytanię francuskiego zamówienia, Royal Navy przyjęła G-36A do służby jako Martlet, przy czym kolejnym oznaczeniom odmian Grummana odpowiadały brytyjskie oznaczenia Mark – od Mark I po Mark VI. Na pokładach brytyjskich lotniskowców Martlety szybko stały się najnowocześniejszym elementem ich wyposażenia lotniczego. Na pokładach Royal Navy służyły bowiem dotad dwupłatowe Gloster Sea Gladiator, a później Hawker Sea Hurricane, będące ledwie morskimi wariantami samolotów Royal Air Force. Latem 1940 roku HMS „Furious” przewiózł pierwsze Martlety do Scapa Flow, gdzie w październiku rozpoczęły służbę w Hatston. Martlety I pozbawione były jeszcze jednak ostatecznego wyposażenia niezbędnego dla służby pokładowej, toteż pozostały w służbie lądowej, zaś przeznaczone oryginalnie dla Francji instrumenty pokładowe skalibrowane były w systemie metrycznym. Pierwsze Martlety II (lub tez Mark II) dotarły na Wyspy Brytyjskie wiosną 1941 roku. Przejęte zaś w Gibraltarze greckie F4F-3A, zostały wkrótce oznaczone jako Martlet III i po utracie Krety trafiły do Egiptu. Uzyskały tam kilka zestrzeleń, część z nich zaś przerzucona została do Afryki Wschodniej, skąd prowadziły patrole nad Oceanem Indyjskim.

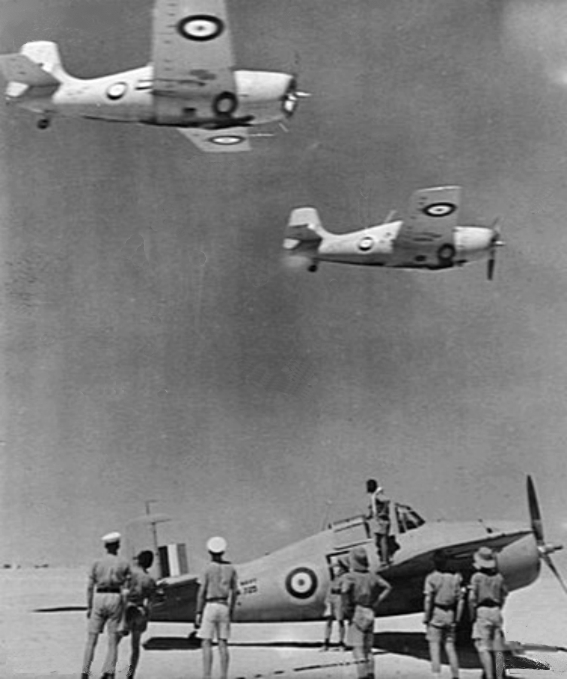
„Greckie” Martlety III (F4F-3A) w Afryce Północnej 26 listopada 1941 roku

Celem zapewnienia osłony konwojom, Martlety II trafiły natomiast na pokład pierwszego brytyjskiego lotniskowca eskortowego HMS „Audacity”, następne zas trafiły na HMS „Argus”. Operująca z pokładu „Audacity” 802. eskadra myśliwska przestała jednak istnieć wraz z samolotami po zatopieniu okrętu. W służbie konwojowej w tym czasie, Martlety zestrzeliły kilka rozpoznawczo-bombowych Focke-Wulf Fw 200, raportowały wykrycie 9 niemieckich U-Bootów i współuczestniczyły w zatopieniu jednego.
W 1942 roku Martlety II trafiły na pokład HMS „Illustrious”, z którym udały się na Ocean Indyjski, gdzie podczas bitwy o Madagaskar wspierały operację zajęcia bazy w Diégo-Suarez. F4F uzyskały wówczas dwa potwierdzone zestrzelenia Potez 63 oraz trzy Morane-Saulnier MS.406. Martlety trafiły też na pokład HMS „Formidable” i dwa wyposażone w F4F lotniskowce udały się w kierunku Zatoki Bengalskiej, by na początku sierpnia w ramach operacji Stub odciągać japońską uwagę od rozpoczynającego się amerykańskiego lądowania na Guadalcanalu. Brytyjski zespół został wkrótce wykryty i raportowany przez japońską łódź latającą Kawanishi H6K „Mavis”, Martletom udało się jednak zestrzelić drugiego „Mavisa”, co stanowiło pierwsze i ostatnie zwycięstwo powietrzne Martletów przeciwko samolotom japońskim. Po walkach z samolotami niemieckimi, włoskimi i Vichy, zestrzeliwując japoński H6K, Martlety Royal Navy jako jedyne amerykańskie samoloty zostały zaangażowane w walki powietrzne z samolotami sił powietrznych wszystkich czterech państw „Osi”.

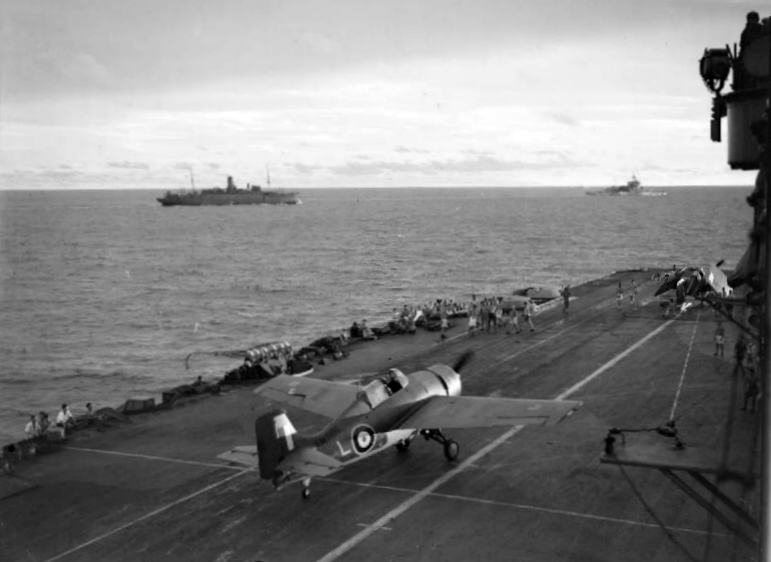
Martlet 888. eskadry startujący z HMS „Formidable” w pobliżu Madagaskaru

Martlety prowadziły jednak relatywnie niewiele operacji bojowych na Morzu Śródziemnym – jednym z nielicznych wyjątków była operacja Pedestal w sierpniu 1942 roku, gdy wszystkie dostępne lotniskowce zostały zaangażowane w dostawę zaopatrzenia dla obleganej Malty. W operację tę zaangażowanych było sześć Martletów z lotniskowca HMS „Indomitable”, współdziałających z 24 Sea Hurricane tego okrętu. 12 sierpnia, gdy ponad 120 bombowców nurkujących i torpedowych zaatakowało konwój, sześć broniących go – wraz z Sea Hurricane i Fairey Fulmar – Martletów zestrzeliło dwa Savoia-Marchetti SM.79, jeden Junkers Ju 88 i jeden Reggiane Re.2000.
Jednym z zadań Martletów był ostrzał wrogich lotnisk. 8 listopada 1942 roku pilot jednego z Martletów lotniskowca HMS „Victorious” dostrzegł francuskiego żołnierza z białą flagą na płycie francuskiego lotniska Blida w Algierze. Po uzyskaniu zgody z własnego okrętu pilot Martleta wylądował i w pojedynkę przyjął poddanie się tamtejszej jednostki wraz z lądowiskiem, pozostając na ziemi do czasu przybycia jednostki amerykańskich Rangersów. Ogółem w ciągu 1942 roku należące do FAA Martlety zestrzeliły 16 samolotów „Osi”, przy stracie dwóch maszyn Grummana.
W 1943 roku Martlety z „Formidable” wzięły udział w operacji Husky wspierając lądowanie na Sycylii, natomiast maszyny z HMS „Furious” wraz ze swoim okrętem prowadziły patrole nad Morzem Północnym. Do unikalnej sytuacji doszło natomiast w okresie od maja do lipca tego roku na Południowym Pacyfiku, gdy z pokładu HMS „Victorious” 36 Martletów IV (F4F-4B), w ramach Task Group 36.3, współpracowało z Wildcatami USS „Saratoga” (CV-3). Z uwagi na inne silniki samolotów z obu okrętów, doszło wówczas do podziału zadań i podczas gdy grupa lotnicza „Saratogi” prowadziła operacje uderzeniowe, samoloty „Victoriousa” zapewniały osłonę lotniczą (CAP) dla zespołu okrętów.
Pod koniec roku operujące z lotniskowca eskortowego HMS „Fencer” Martlety zestrzeliły w pobliżu Gibraltaru niemiecki FW-200C, który okazał się być ostatnim samolotem zestrzelonym przez Martlety jako takie, na początku bowiem 1944 roku Royal Navy postanowiła ustandaryzować nazwy samolotów i Martlety zostały zgodnie z oryginalną nazwą oficjalnie oznaczone jako Wildcaty. W tym też czasie Fleet Air Arm otrzymała pierwsze 311 FM-1, które w brytyjskiej flocie otrzymały nazwę Wildcat V.
Na przełomie marca i kwietnia Wildcaty lotniskowców eskortowych HMS „Activity” i „Tracker” wzięły udział osłonie konwoju JW-58, zestrzeliwując sześć nieprzyjacielskich samolotów, w tym trzy FW-200C, które okazały się ostatnimi zestrzelonymi maszynami tego typu. Sam jednak konwój JW-58 był przynętą wobec rozwijającej się znacznie większej alianckiej operacji Tungsten, mającej na celu zatopienie niemieckiego pancernika „Tirpitz”. W skład 160 samolotów operujących z dwóch lotniskowców floty oraz czterech lotniskowców eskortowych wchodziło 40 Wildcatów V operujących z HMS „Pursuer” i „Searcher”, których zadaniem było zduszenie niemieckiej obrony przeciwlotniczej. W sierpniu Wildcaty z tych samych okrętów wzięły udział w lądowaniu w południowej Francji, a następnie uczestniczyły w brytyjskich uderzeniach na niemieckie bazy nad Morzem Egejskim. Od listopada 1944 do lutego 1945 roku Wildcaty operowały na Dalekiej Północy, uczestnicząc w konwojach arktycznych. 26 marca 1945 roku nad Norwegią starły się w ostatnim pojedynku z niemieckimi Messerschmittami Bf 109G. Dzięki zaskoczeniu brytyjskich pilotów, niemieckim maszynom udało się zestrzelić jednego z Wildcatów, wykorzystując jednak swoją manewrowość FM-2 zestrzeliły następnie cztery niemieckie samoloty. Maszyny tych typów sporadycznie ścierały się ze sobą wcześniej w Afryce Północnej, starcie nad Norwegią stanowiło jednak pierwsze starcie między tymi typami, które zakończyło się zdecydowanym rozstrzygnięciem. Była to też ostatnia operacja bojowa Wildcatów Royal Navy.

## Podsumowanie
Wildcaty ukończyły wojnę latając nad macierzystymi wyspami japońskimi. Walcząc co najmniej od 25 grudnia 1940 roku, gdy zestrzeliły Junkersa Ju 88 nad Morzem Północnym, swoje ostatnie zestrzelenie zanotowały 5 sierpnia 1945 roku, gdy FM-2 zestrzelił jednego z pary Yokosuka P1Y „Frances” nad Morzem Wschodniochińskim w pobliżu Kiusiu. US Navy przyjęła 60 swoich ostatnich FM-2 w maju 1945 roku, samoloty te nie służyły jednak po wojnie. U progu ery samolotów odrzutowych, maszyny te były już bowiem przestarzałe. We wrześniu 1945 roku marynarka amerykańska miała jednak jeszcze 650 FM-2 między Zachodnim Wybrzeżem a Japonią, z których 184 znajdowały się na pokładach lotniskowców eskortowych.
Podczas II wojny światowej Wildcaty walczyły w globalnej wojnie od mórz arktycznych, przez pustynie północnej Afryki, po tropikalne Wyspy Salomona. W służbie US Navy, US Marine Corps i Royal Navy, walczyły z siłami powietrznymi czterech państw „Osi”. Swój największy wkład wniosły jednak w listopadzie 1942 roku, szczytowym okresie walk o Guadalcanal. Jak z pewną przesadą stwierdził sekretarz marynarki James Forrestal, „Grumman ocalił Guadalcanal”. Wildcaty były jedynymi wartościowymi myśliwcami amerykańskiej marynarki w chwili japońskiego ataku na Pearl Harbor, zaś ich wytrzymałość pozwoliła pilotom marynarki na opracowanie taktyk, które mogły przezwyciężyć znacznie lepszą manewrowość japońskiego „Zero”.
Od 7 grudnia 1941 do września 1943 roku, gdy F4F wycofano z eskadr pokładowych dużych lotniskowców, w oficjalnych statystykach amerykańskiej marynarki i piechoty morskiej samolotom tym uznano 603 zwycięstwa powietrzne, przy stratach własnych wynoszących 178 samolotów. Dźwigały w tym czasie główny ciężar zadań myśliwskich na największym z teatrów działań II wojny światowej. Do końca jednak wojny amerykańskie F4F i FM zestrzeliły łącznie 1327 samolotów przeciwnika. W marynarce brytyjskiej zaś w ciągu całej wojny Martlety i Wildcaty były operacyjnie wykorzystywane przez ponad 30 eskadr operujących z podobnej liczby lotniskowców. Jednostkom tym uznano w barwach brytyjskich zestrzelenie 53 wrogich samolotów: 38 niemieckich, 8 włoskich, 6 maszyn Vichy i 1 samolot japoński. Z maszyn brytyjskiej Fleet Air Arm jedynie Fulmarom uznano zestrzelenie większej liczby samolotów, przy czym utraconych w walkach powietrznych zostało jedynie osiem brytyjskich myśliwców Martlet/Wildcat.
Według pilotów latających zarówno na F4F, jak i na FM-2, dwie wersje Wildcata były w wielu aspektach odmiennymi samolotami, lecz pomimo ich wielu wad, zarówno piloci amerykańscy jak i brytyjscy gremialnie wyrażali się z dużym uznaniem o „zgrabnym małym myśliwcu z Long Island”. Mimo bowiem nie najwyższych osiągów tego samolotu, często ustępującego sprawnością samolotom przeciwnika, konstrukcja z Bethpage była bardzo solidna, wytrzymała i niezawodna. Dzięki tym cechom F4F, Grumman zyskał wśród pilotów marynarki przydomek „Iron Works”, który po wojnie aż do kresu jej istnienia w latach 90. przylgnął do firmy z Long Island.
| Model               | Loty bojowe | Straty własne     | Straty własne     | Straty własne     | Straty własne   | Straty własne           | Zestrzelone samoloty przeciwnika | Zestrzelone samoloty przeciwnika | Tony bomb na cele |
| Model               | Loty bojowe | W lotach bojowych | W lotach bojowych | W lotach bojowych | W innych lotach | Na pokładzie / na ziemi | Zestrzelone samoloty przeciwnika | Zestrzelone samoloty przeciwnika | Tony bomb na cele |
| Model               | Loty bojowe | Zestrzelone       | Zestrzelone       | Inne operacyjne   | W innych lotach | Na pokładzie / na ziemi | Zestrzelone samoloty przeciwnika | Zestrzelone samoloty przeciwnika | Tony bomb na cele |
| Model               | Loty bojowe | AA                | AC                | Inne operacyjne   | W innych lotach | Na pokładzie / na ziemi | Bombowce                         | Myśliwce                         | Tony bomb na cele |
| ------------------- | ----------- | ----------------- | ----------------- | ----------------- | --------------- | ----------------------- | -------------------------------- | -------------------------------- | ----------------- |
| Operujące z pokładu | 14 027      | 79                | 60                | 106               | 332             | 93                      | 384                              | 340                              | 154               |
| US Navy             |             |                   |                   |                   |                 |                         |                                  |                                  |                   |
| FM                  | 12 925      | 62                | 13                | 75                | 283             | 71                      | 194                              | 228                              | 148               |
| F4F                 | 1 102       | 17                | 47                | 31                | 49              | 22                      | 190                              | 112                              | 6                 |
| Marines             |             |                   |                   |                   |                 |                         |                                  |                                  |                   |
| F4F                 | 2           | 0                 | 0                 | 1                 | 0               | 0                       | 0                                | 0                                | 0                 |
| Operujące z lądu    | 1 524       | 7                 | 131               | 18                | 63              | 46                      | 228                              | 375                              | 0                 |
| Marines             |             |                   |                   |                   |                 |                         |                                  |                                  |                   |
| F4F                 | 1 074       | 4                 | 75                | 11                | 34              | 26                      | 175                              | 281                              | 0                 |
| US Navy             |             |                   |                   |                   |                 |                         |                                  |                                  |                   |
| F4F / FM            | 450         | 3                 | 56                | 7                 | 29              | 20                      | 53                               | 94                               | 0                 |
| Ogółem              | 15 551      | 86                | 191               | 124               | 395             | 139                     | 612                              | 715                              | 154               |

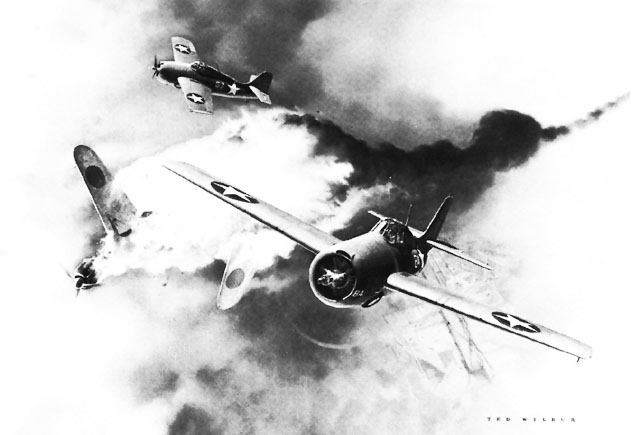
Czarno-biała reprodukcja obrazu olejnego przedstawiającego jedną z walk stoczonych nad Guadalcanalem przez odznaczonego Medalem Honoru Josepha Fossa (USMC)

Wildcaty umożliwiły uzyskanie statusu asa myśliwskiego 27 pilotom marynarki amerykańskiej, w tym Ralphowi Elliottowi z dziewięcioma zestrzeleniami, Donaldowi Runyonowi z 8 zestrzeleniami, Stanleyowi Vejtasie z 7 i ¼ zestrzeleniami (w tym siedem 26 października 1942) i Johnowi Thachowi z 6 i ½ zestrzeleń. Pierwszych pięć swoich zestrzeleń uzyskał na Wildcatach także Edward O’Hare. Status asa uzyskało na Wildcatach także 34 pilotów korpusu piechoty morskiej, z których siedmiu uzyskało więcej niż 10 zestrzeleń: Joseph Foss (26 w tym pięć 25 października 1942), John Smith (19), Marion Carl (16 i ⅛ plus 2 na F4U), Robert Galer (14), William Marontate (13), Kenneth Frazier (12 i ½), Eugene Trowbridge (11).